# Башкортостан
Башкортоста́н (баш. Башҡортостан; неофициально также употребляется название Башки́рия), или Респу́блика Башкортоста́н (баш. Башҡортостан Республикаһы; аббревиатура РБ) — субъект Российской Федерации, республика в её составе. Входит в Приволжский федеральный округ РФ, является частью Уральского экономического района. Граничит с Пермским краем, Свердловской, Челябинской, Оренбургской областями, Республикой Татарстан и Удмуртской Республикой. Является частью одноимённой историко-географической области. Столица — город Уфа.
28 ноября 1917 года (15 ноября по старому стилю) Башкирским центральным шуро было провозглашено о создании Башкурдистана, ставшей Первой Башкирской республикой.
Ликвидация Колчаком Башкирской автономии, а также упразднение башкирского Военного совета и штаба Башкирского корпуса вместе с передачей командования башкирскими отрядами генерал-лейтенанту А. И. Дутову заставили Башкирское правительство пойти на переговоры с представителями РСФСР.
20 марта 1919 года в результате подписания соглашения между башкирским и советским правительством была образована Башкирская Советская Республика (Малая Башкирия) с временной столицей в с. Темясово (20.8.1919 столица перенесена в г. Стерлитамак; официально передан в состав БСР 12.8.1920). Стала единственной автономией, которая была образована на договорных основах.
Летом 1922 года с присоединением Уфимской губернии получила название Автономная Башкирская Социалистическая Советская Республика (Большая Башкирия) (с 5 декабря 1936 г. — Башкирская Автономная Советская Социалистическая Республика).
11 октября 1990 года в связи с принятием Декларации о государственном суверенитете преобразована в Башкирскую Советскую Социалистическую Республику — Башкортостан, с 25 февраля 1992 года республика носит современное наименование. 24 декабря 1993 года была принята Конституция Республики Башкортостан, ставшая основным законом республики. Согласно ней Республика Башкортостан является государством в составе России.

## Этимология
Происходит от этнонима башкир — башкорт (баш. башҡорт) и суффикса -стан (перс. ستان‎ — «страна»).
Первое упоминание местности в форме Башгурд в работе Фазлаллаха Рашид-ад-дина «Огуз-наме» относится к VIII веку. Названия башгирды, башгирд, Баскардия, Башгирдия и другие были повсеместно известны в арабско-персидских и западных источниках средневековья.
В XVI—XVII веках в русских источниках территория проживания башкир обозначалась как Уфимский уезд или Башкирия. Первоначально название употреблялось в форме Башкирь, Башкирдия, Башкирский край, Башкирская провинция.
По Конституции Российской Федерации, наименование субъекта Российской Федерации: Республика Башкортостан. Согласно Конституции республики, наименования Башкортостан и Республика Башкортостан являются равнозначными.

## Физико-географическая характеристика

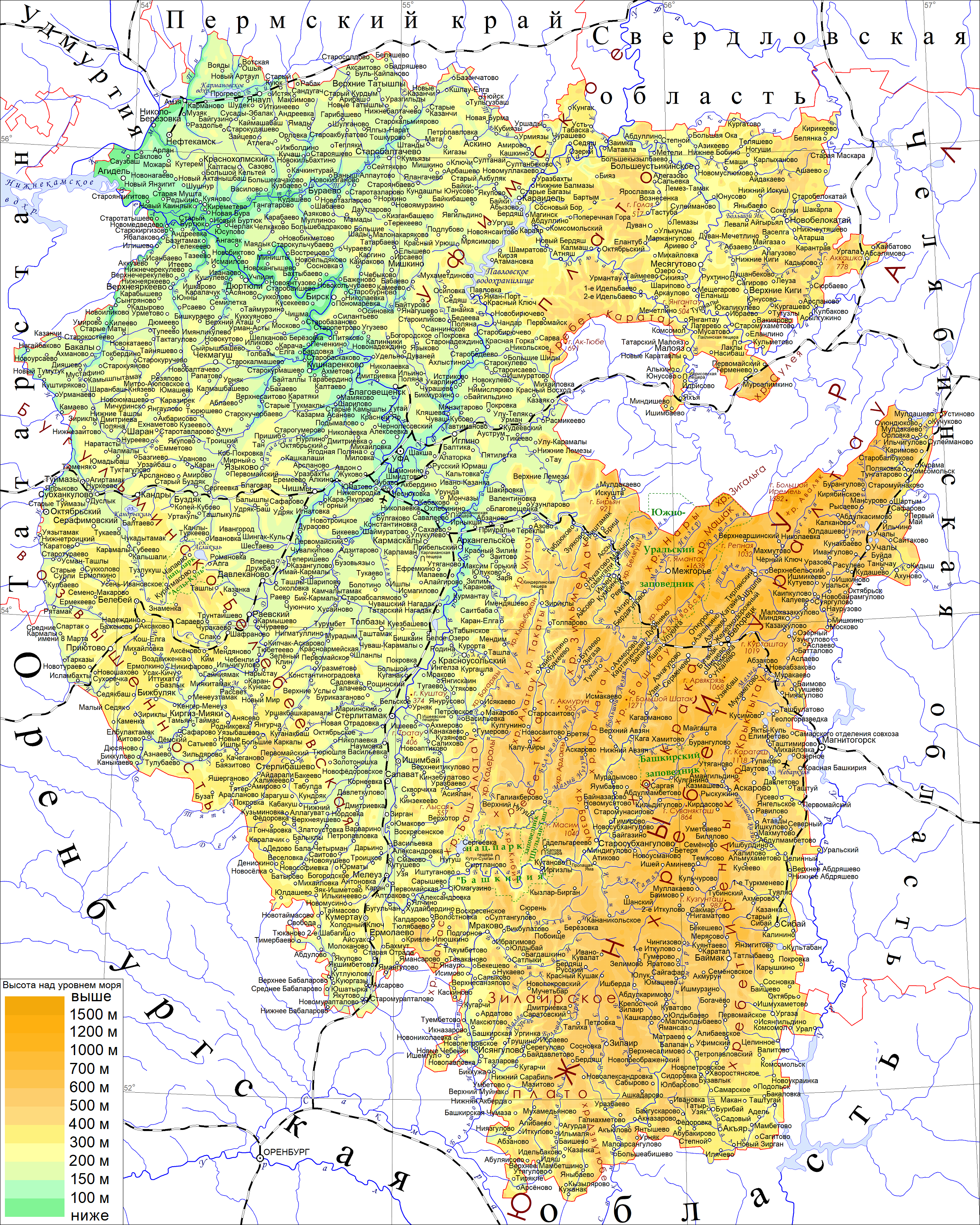
Физическая карта Башкортостана

### География
Башкортостан расположен в Восточной Европе, частично в Азии. Географически на западных склонах Южного Урала и в Предуралье. Высшая точка на территории республики — гора Ямантау (1640 метров). Протяжённость Башкортостана с севера на юг 550 км, с запада на восток — 430 км. Республика Башкортостан находится в часовом поясе UTC+5:00.

### Геология
В геологическом строении республики выделяются три основные области: Западный, Южный и Горный Башкортостан.
В республике имеются месторождения нефти (около 200 учтённых месторождений), природного газа (прогнозируемые запасы более 300 млрд м³), угля (около 10 месторождений, балансовые запасы до 0,5 млрд тонн), железной руды (более 20 месторождений, балансовые запасы около 100 млн тонн), меди (15 месторождений) и цинка, золота (свыше 50 месторождений), каменной соли, качественного цементного сырья.

### Гидрография
В Башкортостане насчитывается более 12 000 рек и около 2700 озёр, прудов и водоёмов. Богаты подземные водные источники. Крупнейшие реки: Белая (Агидель) (1430 км) и её притоки Уфа (918 км), Дёма (535 км), Сим (239 км), Нугуш (235 км), Уршак (193 км), Ашкадар (165 км), Стерля (94 км). Наибольшее количество озёр находится в зауральской части республики. Почти все озёра Башкирского Зауралья имеют продолговатую форму и вытянуты параллельно горным хребтам. Озёра эти обильны рыбой (до 40 видов). Среди озёр западной части республики наиболее крупными являются: Аслыкуль, имеющее площадь в 18,5 км², и Кандрыкуль с площадью в 12 км².

### Природные зоны, растительность и животный мир

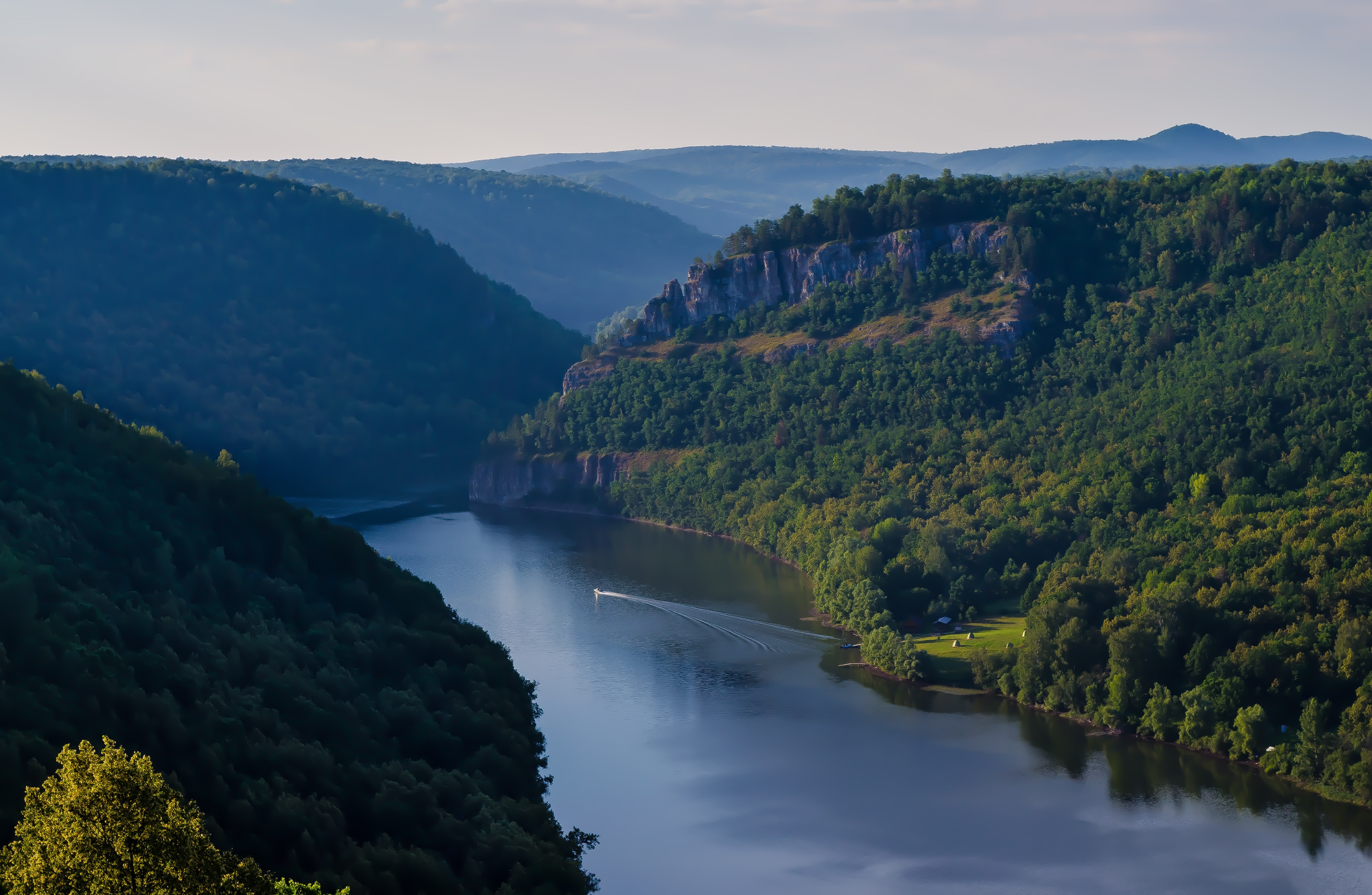
Долина реки Нугуш.
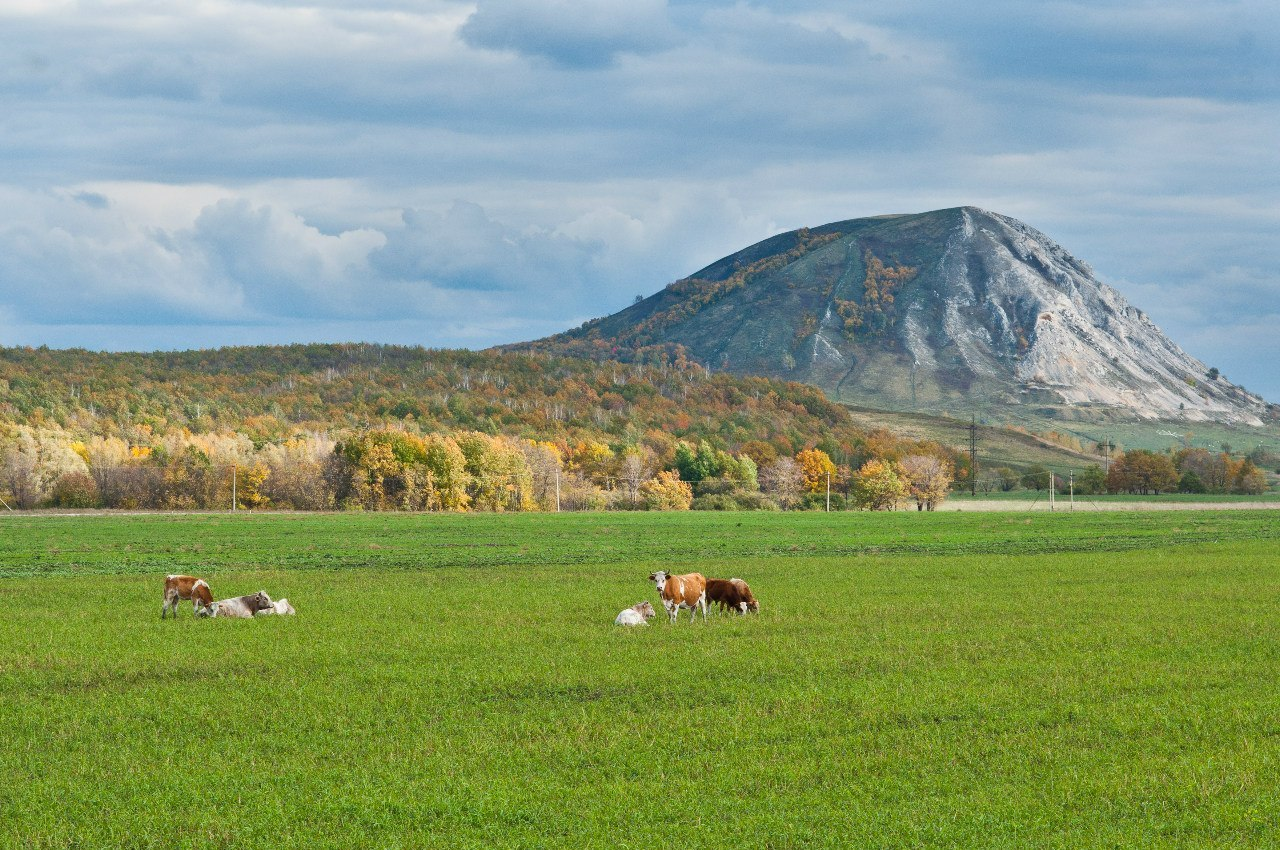
Шихан Тратау. Одиночные холмы, расположенные посреди степи, являются уникальным для Башкортостана ландшафтом.
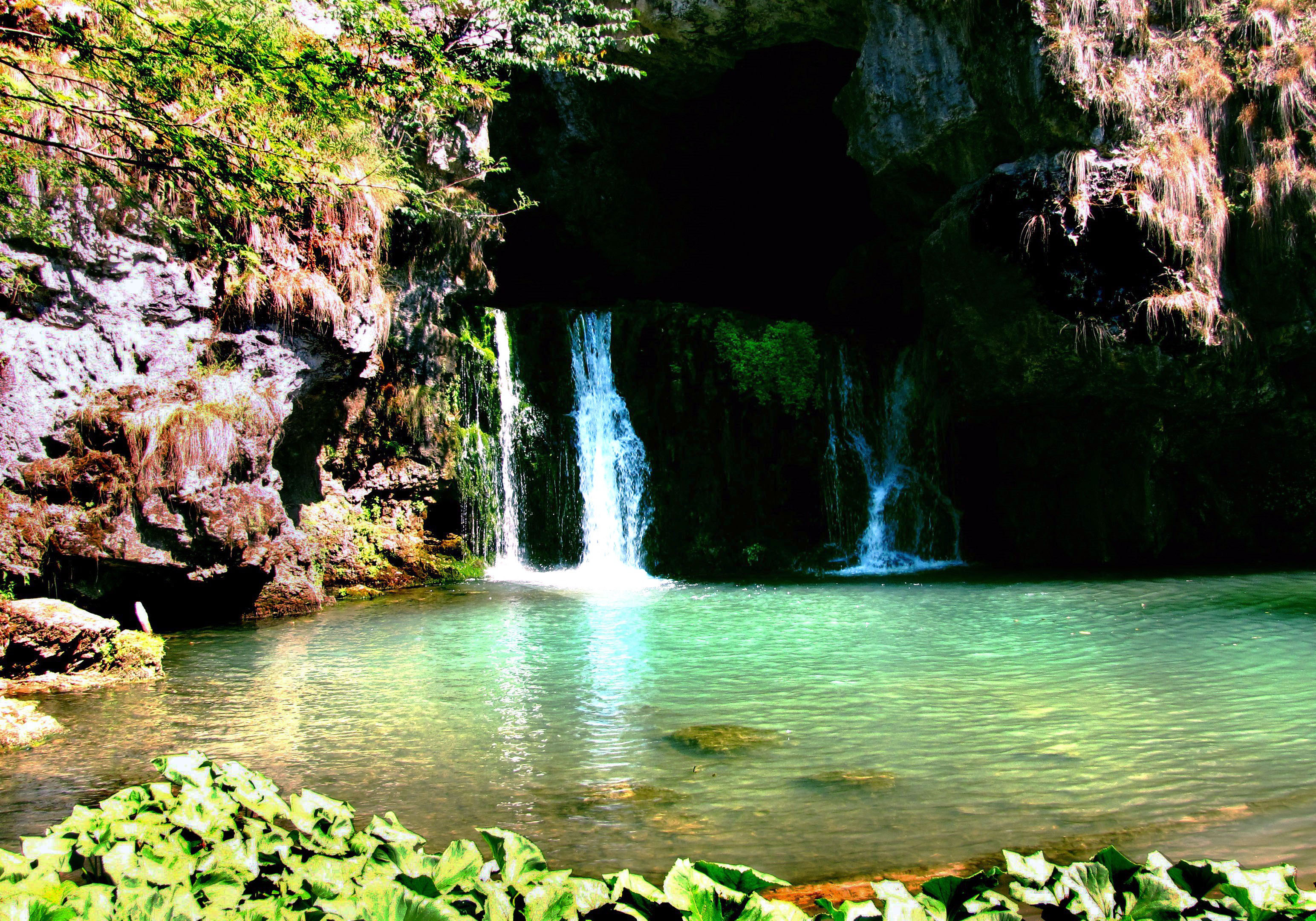
Водопад Атыш.
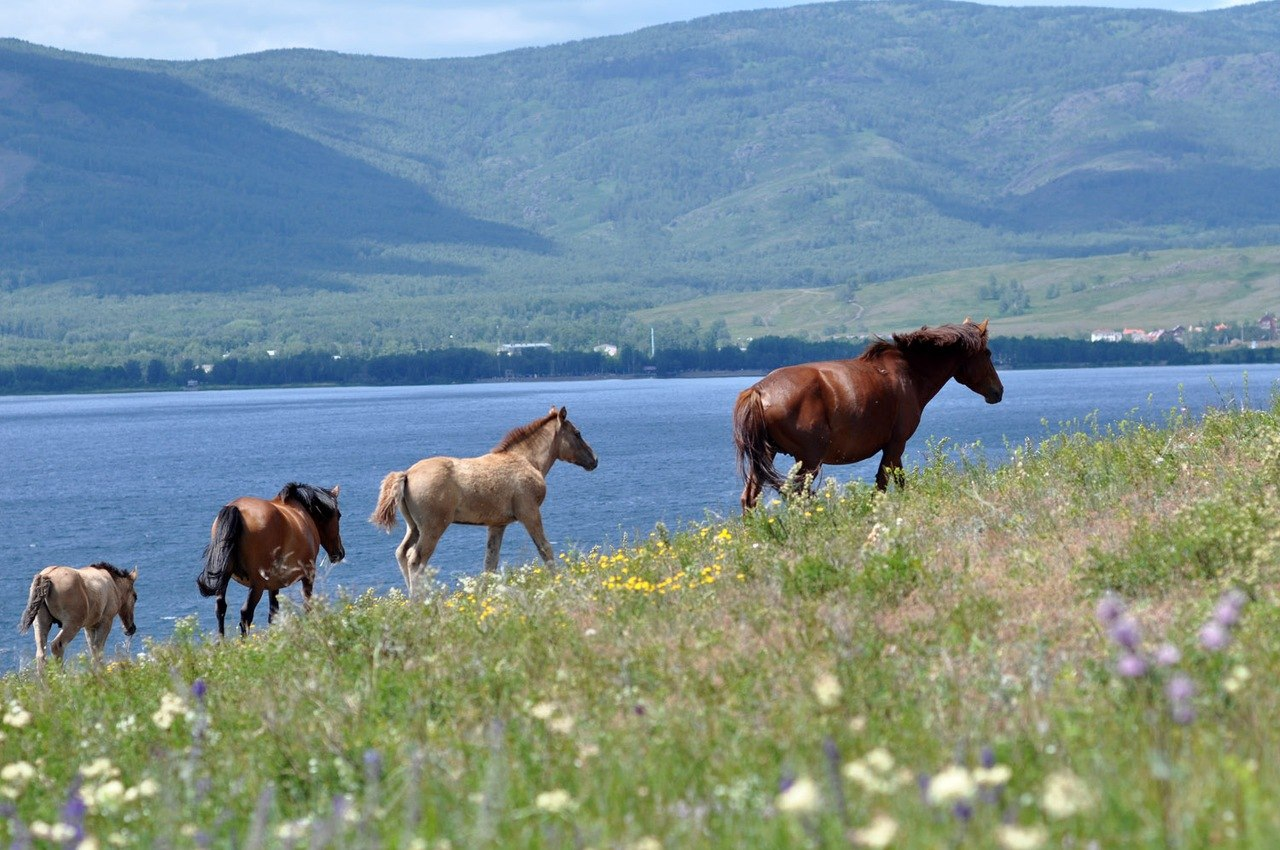
Башкирские лошади у озера Яктыкуль

Леса занимают более 40 % территории республики. В Предуралье это смешанные леса, в западном предгорье, горных районах и Башкирском Зауралье расположены сосново-лиственные, берёзовые леса и темнохвойная тайга. В Предуралье также распространены лесостепи с берёзовыми и дубовыми лесами, разнотравно-ковыльные степи, помимо этого, степи простираются в зауральских районах. Почвы, в основном, серые лесные, чернозёмные, дерново-подзолистые.
На территории республики водятся 77 видов млекопитающих, около 300 видов птиц, 42 вида рыб, 11 видов пресмыкающихся, 10 видов земноводных, 15 тысяч видов насекомых, 276 видов пауков, 70 видов клещей, 120 видов моллюсков, 140 видов ракообразных, около 1000 видов червей. В числе занесённых в Красную книгу Башкортостана — 18 видов млекопитающих, 49 видов птиц, 7 видов рыб, 3 вида земноводных, 6 видов рептилий и 29 видов беспозвоночных животных, в том числе 28 видов насекомых.

### Национальные парки и заповедники
В республике три заповедника (Башкирский заповедник, Южно-Уральский заповедник, заповедник «Шульган-Таш»), 1 биосферный резерват, 1 национальный парк (национальный парк «Башкирия»), 29 заказников, 5 природных парков («Асылыкуль», «Зилим», «Иремель», «Кандрыкуль», «Мурадымовское ущелье»), 183 памятника природы, Ботанический сад‑институт, 7 лечебно‑оздоровительных местностей и курортов (округа горно‑санаторной охраны санаториев «Зелёная роща», «Карагай», «Юматово» и курортов «Красноусольский», «Янган-Тау», «Якты‑Куль», «Ассы» и другие). Общая площадь особо охраняемых природных территорий составляет 1064,7 тысяч гектаров (6,9 % от площади республики).

### Климат

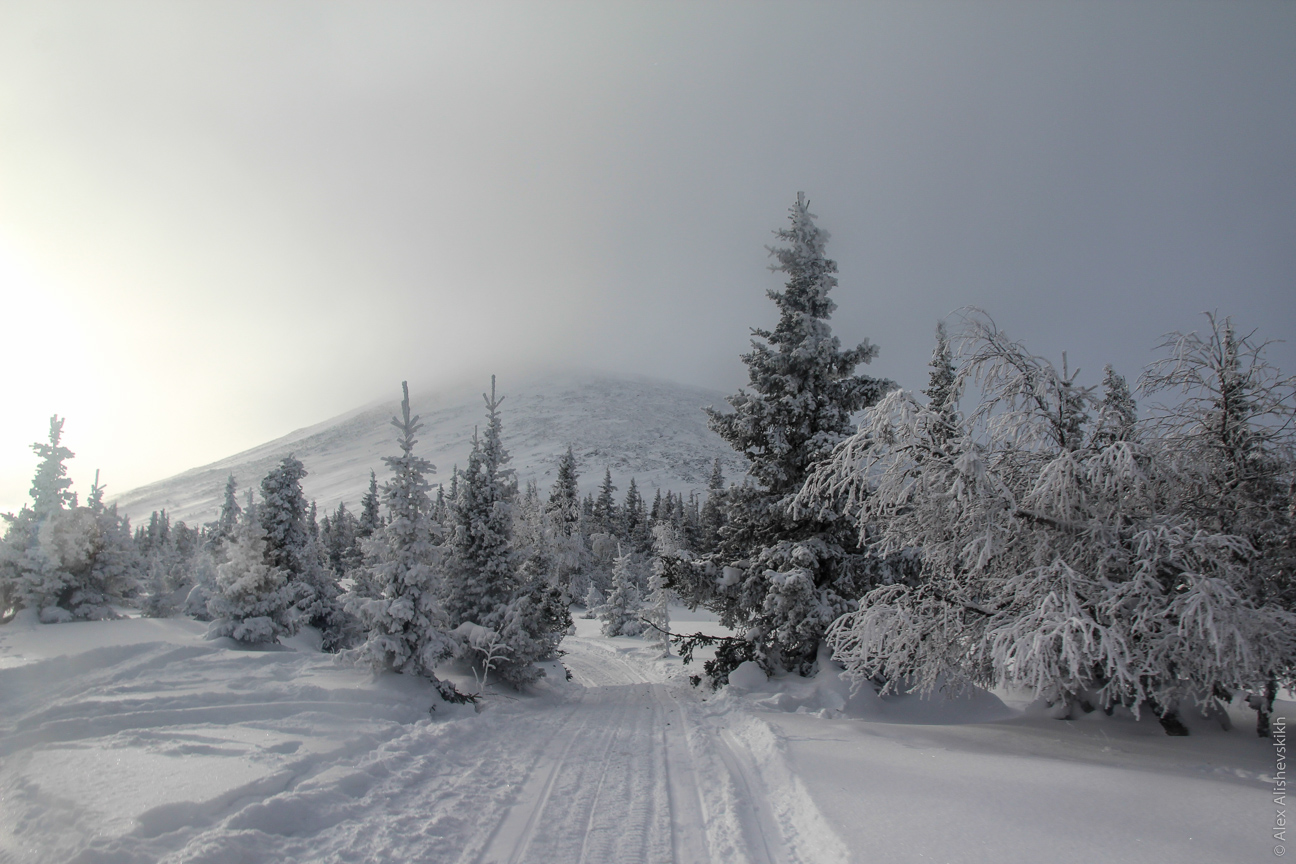
Заснеженный Иремель

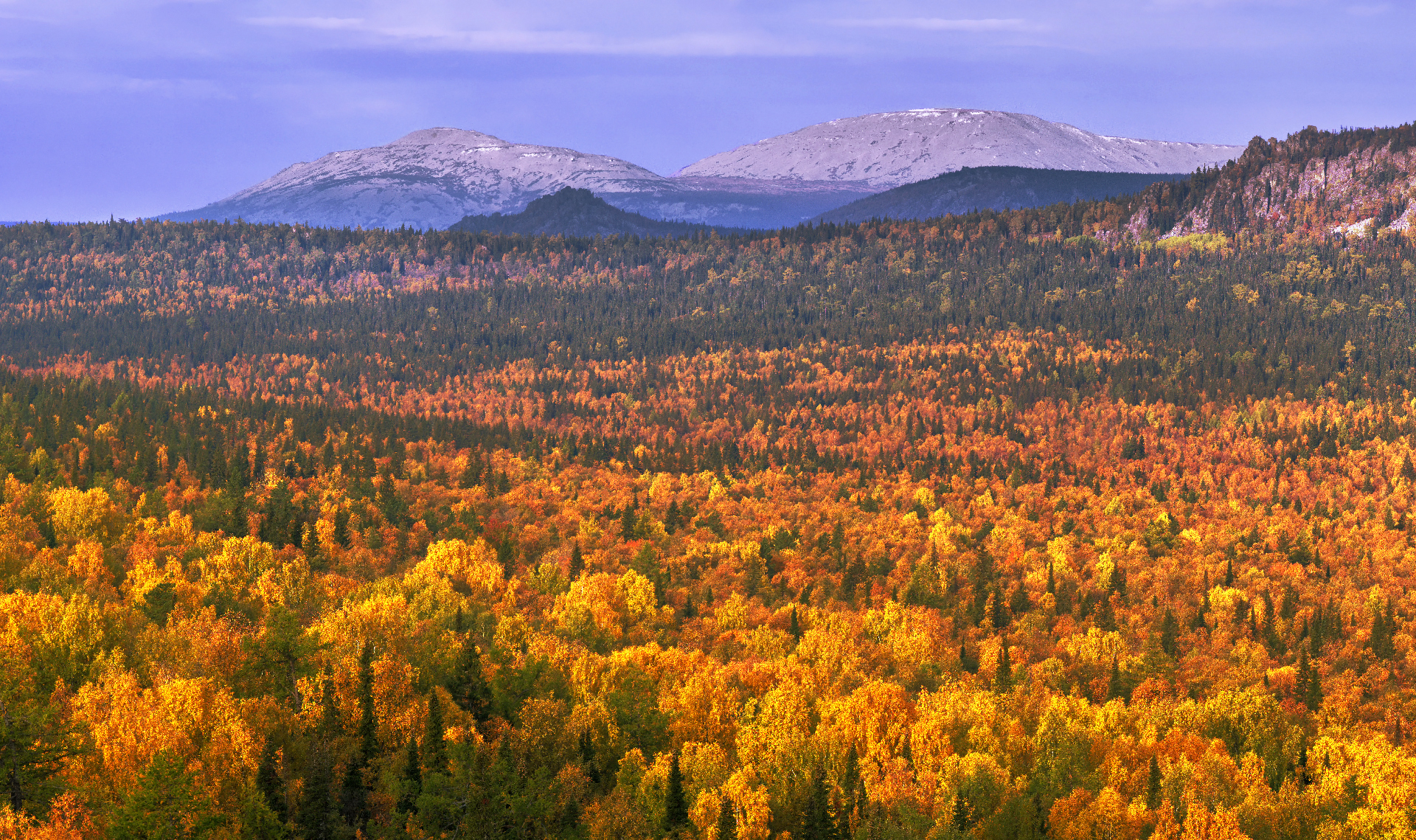
Предгорье Ямантау в осенних красках

Климат континентальный. Среднегодовая температура: +0,3 °C в горах и +2,8 °C на равнине. Средняя температура января: −18 °C, июля: +18 °C.
Число солнечных дней в году колеблется от 287 в Аксёнове и Белорецке до 261 в Уфе (наименьшее число дней приходится на декабрь и январь, наибольшее — на летние месяцы).
Средний абсолютный минимум температуры воздуха составляет −41 °C, абсолютный максимум: +42 °C. Устойчивый переход температуры воздуха через 0° происходит 4—9 апреля весной и 24—29 октября осенью, в горных районах соответственно 10—11 апреля и 17—21 октября. Число дней с положительной температурой воздуха 200—205, в горах 188—193. Средняя дата последнего заморозка 21—30 мая, самая поздняя 6—9 июня, а в северных и горных районах 25—30 июня. Средняя дата первого заморозка 10—19 сентября, самая ранняя 10—18 августа.
В год выпадает 300…600 мм осадков, наблюдается достаточно резкая дифференциация осадков по территории республики, и их количество при этом зависит в первую очередь от характера атмосферной циркуляции. Особенно сильно здесь влияние Уральских гор. На западных склонах Уральских гор годовая сумма осадков достигает 640…700 мм, на восточных склонах не превышает 300—500 мм, в западной равнинной части Башкортостана составляет 400—500 мм. 60—70 % осадков выпадает в тёплое время года (с апреля по октябрь). На летние месяцы приходится максимум суточного количества осадков (78—86 мм).
Самая ранняя дата появления снежного покрова — 12—20 сентября, самая ранняя дата образования устойчивого снежного покрова — 16—24 октября, в горных районах — 5—12 октября, средняя дата установления снежного покрова — 3—13 ноября. Средняя дата схода снежного покрова — 14—24 апреля. Число дней со снежным покровом составляет 153—165, в горных районах — 171—177. Средняя и наибольшая высота снежного покрова 36—55 см, максимальная высота может достигать 106—126 см. Средняя плотность снежного покрова при наибольшей высоте — 240—300 кг/м³.

## История

### Древний период

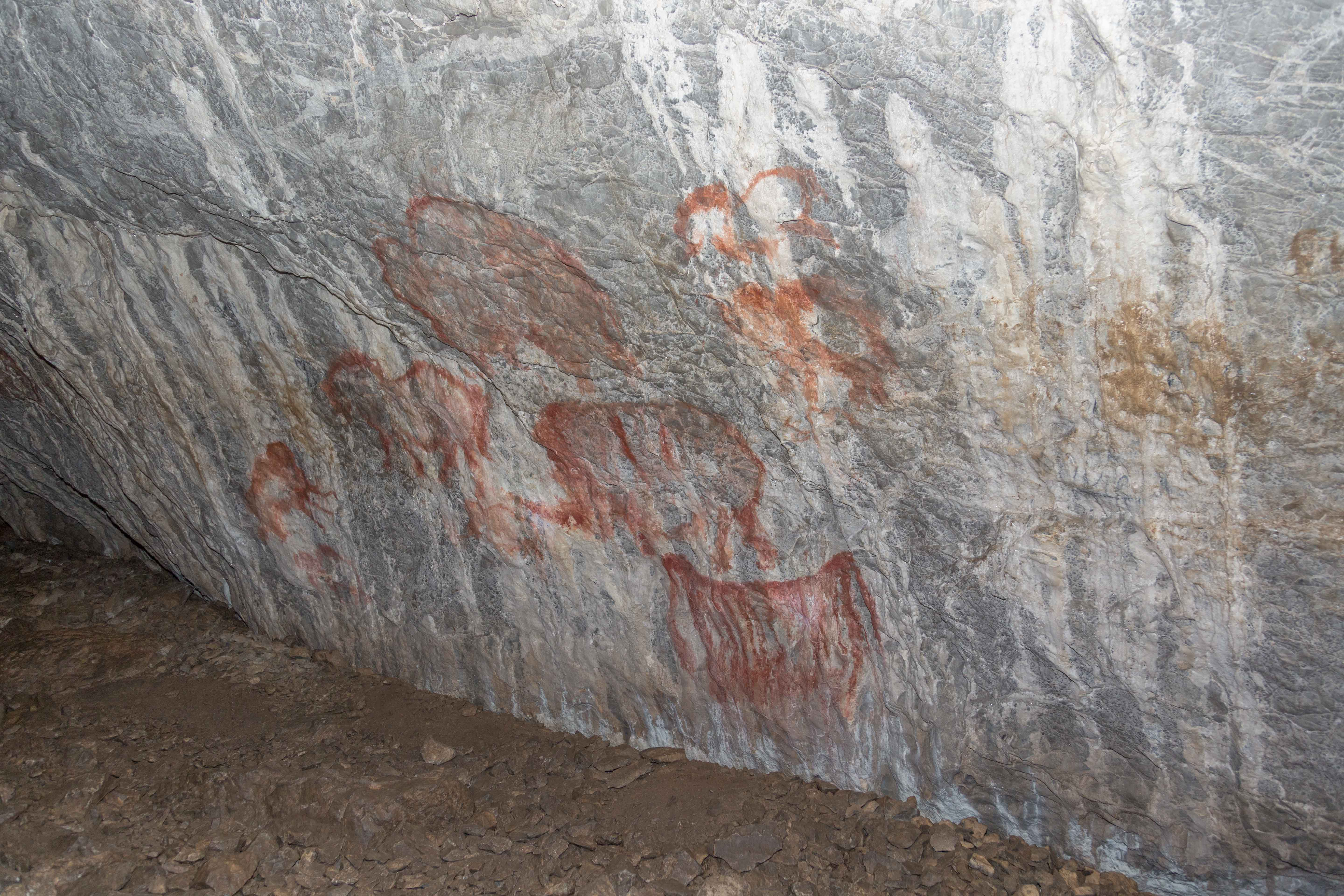
Наскальные рисунки первобытного человека в пещере Шульган-Таш (копии)

Территория Южного Урала характеризовалась обилием растительности, скота и каменного сырья, что привлекало людей с различных районов.
Наиболее ранним памятником человеческого обитания на территории современной Республики Башкортостан является стоянка Урта-Тубе (Мысовая) около озера Карабалыкты, относящаяся к периоду раннего и среднего палеолита. Изображения мамонтов, шерстистых носорогов, лошадей и других животных на стенах Каповой пещеры относятся к позднему палеолиту (36 400 лет назад).
По одной из версий одомашнивание лошади произошло на территории исторического Башкортостана, доказательством чему служат самые древние останки домашней лошади на стоянках Муллино II и Давлеканово II, датирующиеся по C-14 рубежом VII—VI тысячелетия до нашей эры.
В эпоху мезолита происходит значительный рост населения на нынешней территории, о чём свидетельствуют различные археологические памятники этого периода в Башкирском Зауралье. Эпоха неолита характеризуется переходом к производящей экономике земледелия и скотоводства.
С середины 2-го по начало 1-го тысячелетия до нашей эры, в бронзовый век, начинается период интенсивного освоения территории Южного Урала и связано с приходом сюда племён абашевской культуры. Абашевцы обладали высоким уровнем обработки бронзы, изготовления из неё орудий труда.

### Ранняя история
Первое упоминание местности в форме Башгурд в работе Фазлаллаха Рашид-ад-дина «Огуз-наме» приурочено к VIII веку.
Названия башгирды, башгирд, Баскардия, Башгирдия и другие были известны в арабско-персидских источниках средневековья. О стране башкир, её народе и обычаях сообщали в IX—XIII веках арабские географы Ахмед Ибн Фадлан и ал-Балхи, итальянский монах Плано Карпини и голландец Гильом де Рубрук. Название народа башкорт впервые встречается в описании Саллама Тарджемана (первая половина IX века). Арабский географ Идриси в XII веке писал о двух областях башкир «внутренней и внешней» и упоминал башкирские города Немжан, Гурхан, Каракию, Касру и Масру. В русских летописях первое упоминание о Башкирской земле относится к 1469 году.
В X—XIII веках западная часть башкир входила в состав Волжской Булгарии.
С 1220 по 1234 годы башкиры воевали с монголами, фактически сдерживая натиск монгольского нашествия на запад. Монгольско-башкирская война длилась 14 лет. В «Сокровенном сказании монголов» башкиры перечислены среди народов, оказавших наиболее сильное сопротивление монголам.
В XIII—XIV веках вся территория расселения башкир находилась в составе Золотой Орды. Башкиры получают право бийства (ярлыки), то есть фактически территориальную автономию в составе империи монголов. В правовой иерархии монгольского государства башкиры занимали привилегированное положение.
После распада Золотой Орды большая часть Башкирии являлась особым наместничеством Ногайской орды, территория проживания восточных башкир входила в состав Сибирского ханства, а земли западных башкир находились в составе Казанского ханства.

### XVI—XIX века

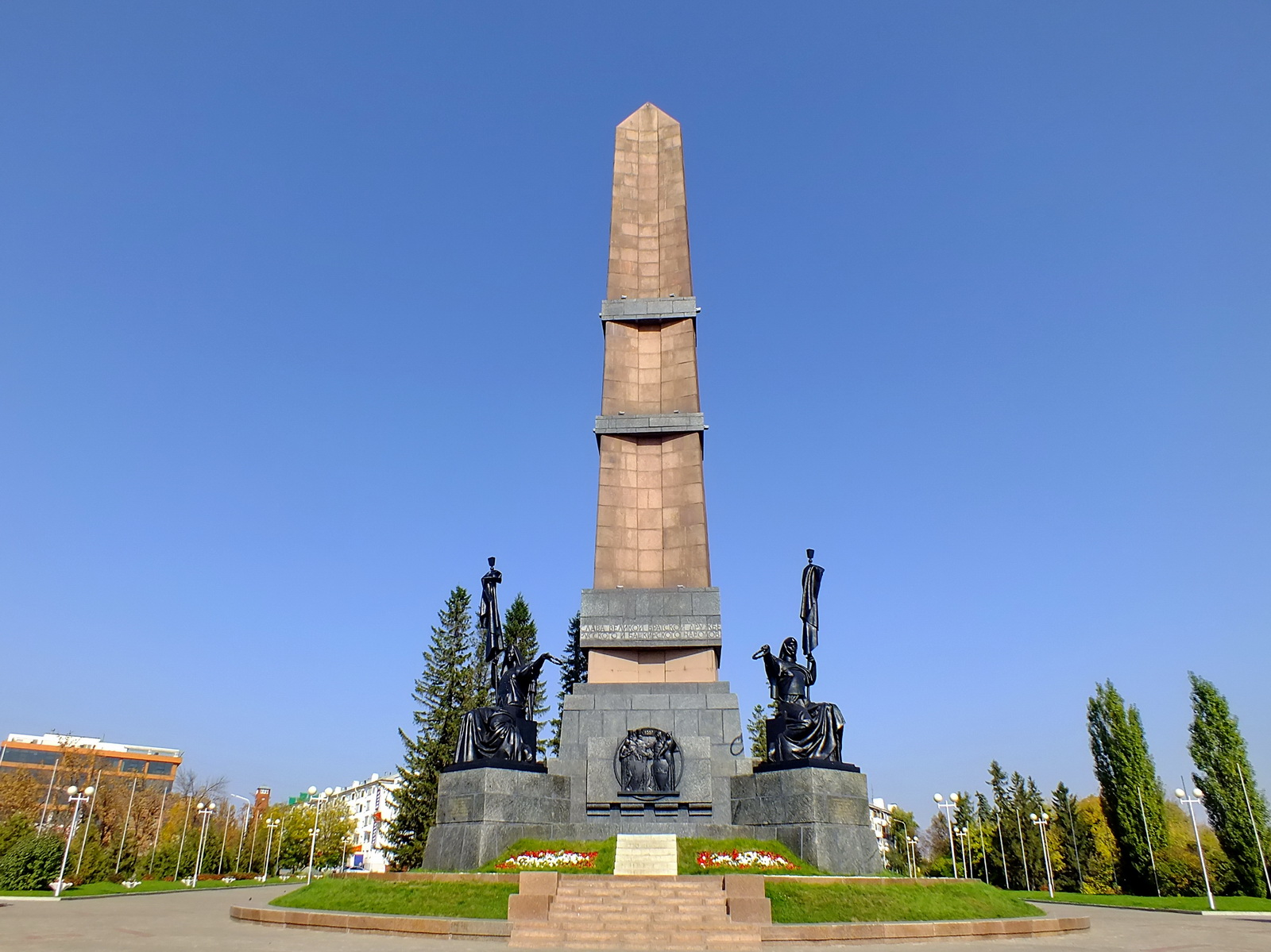
Монумент Дружбы в Уфе в честь 400-летия вхождения Башкирии в состав России

В 1557 году начался процесс присоединения Башкортостана к Русскому государству. Присоединение не было полностью добровольным: оно носило как добровольный характер, так и насильственный. Американский историк Алтон Стюарт Доннелли отмечал, что Башкортостан вошёл в состав России лишь в 1740 году. Русский историк Вадим Трепалов считает, что башкирские феодалы не хотели лишаться своей независимости и восприняли собственное положение как свободно-вассальное, а советский историк Пётр Ищериков считал, что добровольное подданство башкир является всего-лишь сказкой. Казахский хан Кайып-хан в письме османскому султану писал, что Россия завоевала башкир, воспользовавшись их трудным положением. В башкирских шежере отражён характер договорных отношениях с царской властью, определённых условиях вхождения и об их неизменности в одностороннем порядке. За башкирами закреплялось полное право распоряжаться своей территорией, иметь на ней собственное войско, администрацию, исповедовать ислам. Присоединение Башкортостана в состав России произошло незадолго после взятия Казани.
Примерно до середины-конца XVII века нахождение Башкортостана в составе России носило номинальный характер, поскольку Башкортостан долгое время не был интегрирован в институты российской государственности. Закамская оборонительная линия, воздвигнутая в середине XVII века, фактически представляла собой границу между Башкортостаном и Россией. Таким образом, Башкортостан являлся обособленной не только административно, но и территориально. Лишь во второй половине XVII века Россия начинает вмешательство во внутреннюю жизнь башкир, нарушая договорные условия, что приводит к первым восстаниям 1662—1664 и 1681—1684 годов.
Исключительность отношений башкир и России отражена в «Соборном Уложении» 1649 года, где боярам под страхом конфискации имущества запрещалось любым способом изымать земли у башкир. Также башкиры обладали правом на добычу соли. Несколько позднее царскими властями были нарушены некоторые условия договоров (захват вотчинных земель, увеличение налогов, уничтожение самоуправления, принудительная христианизация и др.), что неоднократно приводило к возникновению башкирских восстаний.
Со второй половины XVI века до начала XIX века башкиры занимали обширную территорию от левого берега Волги на юго-западе до верховьев Тобола на востоке, от реки Сылвы на севере, включая все левобережье Волги, до среднего течения Яика (Урала) на юге, то есть находились на Среднем и Южном Урале, в Приуралье, а также в Поволжье и Зауралье.
В XVI—XVII веках в русских источниках территория проживания башкир обозначалась как Уфимский уезд или Башкирия. Первоначально название употреблялось в форме Башкирь, Башкирдия, Башкирская провинция.
В 1708 году край причислен к Казанской губернии как Уфимское воеводство, которое с 1719 года переименовано в Уфимскую провинцию. В 1774 году Уфимская провинция отошла в состав созданной Оренбургской губернии.
В 1735 году в Башкортостане вспыхнула серия новых башкирских восстаний, вызванное созданием оренбургской экспедиции. Восстания 1735—1740 годов стали крупнейшими башкирскими восстанием, которые в итоге были подавлены русской армией. В ходе восстания были убиты, казнены или сосланы на каторгу свыше 40 тысяч (по другим данным 60 тысяч) этнических башкир. Многие башкиры, спасаясь от репрессий, бежали к казахам и калмыкам. Многие наследные земли башкир были отняты и переданы служилым мещерякам. По подсчётам американского историка А. С. Доннелли, из башкир погиб каждый четвёртый человек.
В 1773 году башкиры приняли участие в восстании Пугачёва, приняв сторону восставших. В числе башкирских восставших выделился Салават Юлаев, отказавшийся сдаваться и впоследствии схваченный и отправленный в ссылку. Принимал активное участие в восстании и стал башкирским национальным героем.

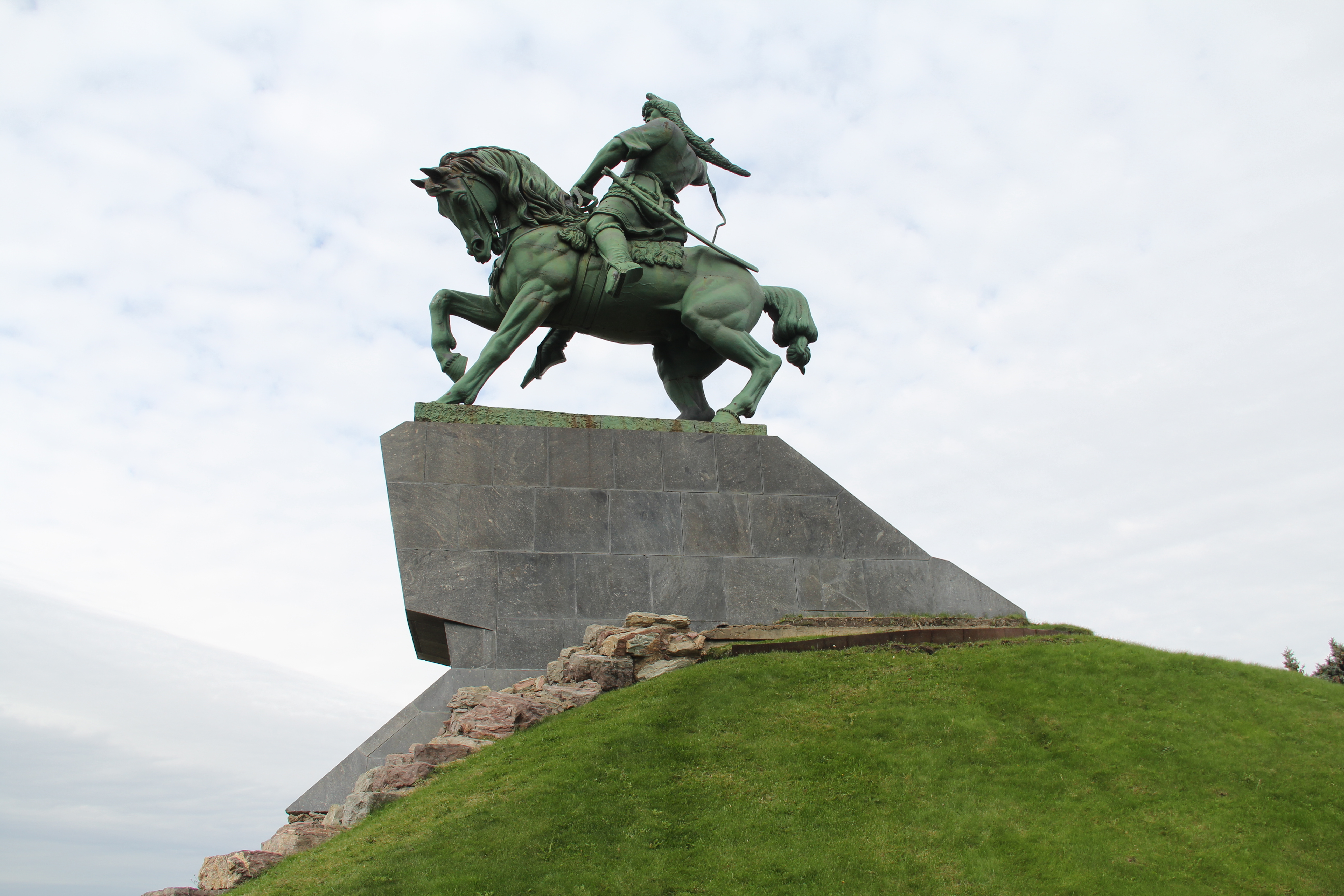
Памятник башкирскому национальному герою Салавату Юлаеву в Уфе, столице Башкортостана

По указу от 10 (21) апреля 1798 года башкирское население края было переведено в военно-служилое сословие (Башкирское войско) и обязывалось нести пограничную службу на восточных рубежах России. С присоединением казахских земель в 1731 году к России территория исторической Башкирии стала одной из многих внутренних областей империи, и необходимость привлечения башкир к пограничной службе отпала.
В 1865 году образована Уфимская губерния разделением Оренбургской губернии на Уфимскую и Оренбургскую, которая состояла из Уфимского, Белебеевского, Бирского, Златоустовского, Мензелинского и Стерлитамакского уездов.
Башкирские конные полки воевали в рядах Русской армии в составе ополчения Минина и Пожарского, приняли участие в освобождении Москвы от войск Речи Посполитой в 1612 году, заметна была их роль в Отечественной войне 1812 года.

### XX век

#### Башкурдистан (Малая Башкирия)

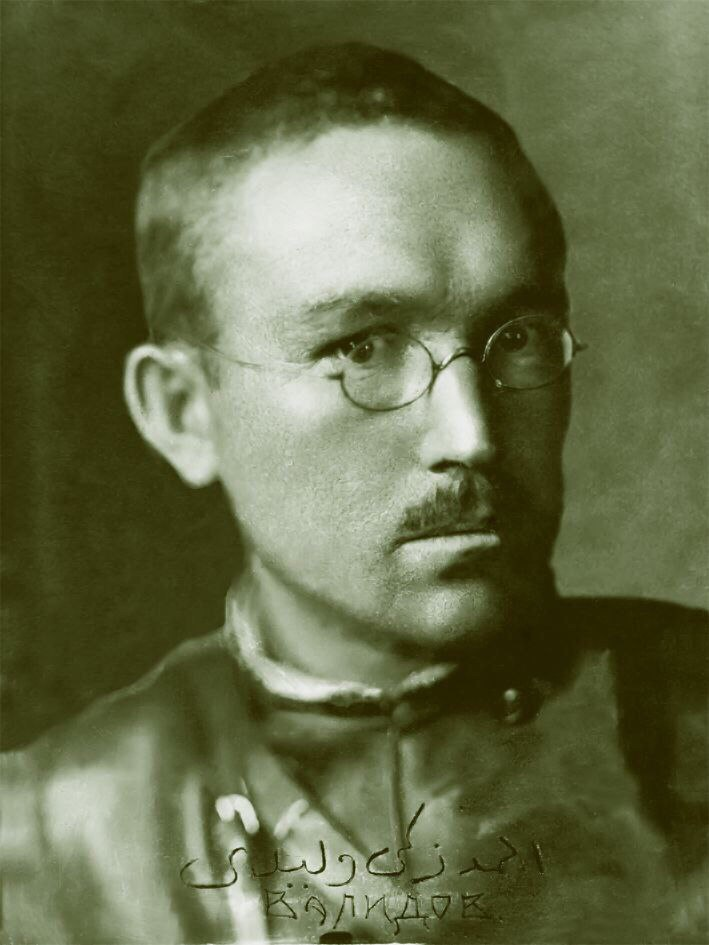
Ахмет-Заки Валиди, один из основателей Башкирской республики

Предлагаемые Ахметом-Заки Валиди границы Башкортостана

После Октябрьской революции в России, 28 ноября (15 ноября по старому стилю) 1917 года башкирским центральным шуро было провозглашено, а учредительным курултаем утверждено создание Башкурдистана, национально-территориальной автономии башкир, ставшей Башкирской республикой и первой национально-территориальной автономией в России. На следующий день было опубликовано соответствующее решение. Учредительный курултай утвердил два проекта территориального разграничения республики: «Малая Башкирия» (баш. Бәләкәй Башҡортостан) и «Большая Башкирия» (баш. Оло Башҡортостан). Основатель республики Ахмет-Заки Валиди предложил третий проект, предусматривающий наиболее крупное территориальное разграничение. События Гражданской войны послужили причиной того, что реализовать удалось лишь первый проект.
В январе 1918 года было принято положение об автономии Малой Башкирии, ставшей первой башкирской конституцией. Положение определяло Башкортостан как страну, входящую в состав России. Официальным языком признавался башкирский язык, а русский язык в сношениях с российской властью и с иными автономиями. Административно Башкортостан разделялся на кантоны. Официальным флагом был признан голубо-зелёно-белый флаг. Также имелся герб, большую печать и войсковое знамя.

#### Башкирская Советская Республика

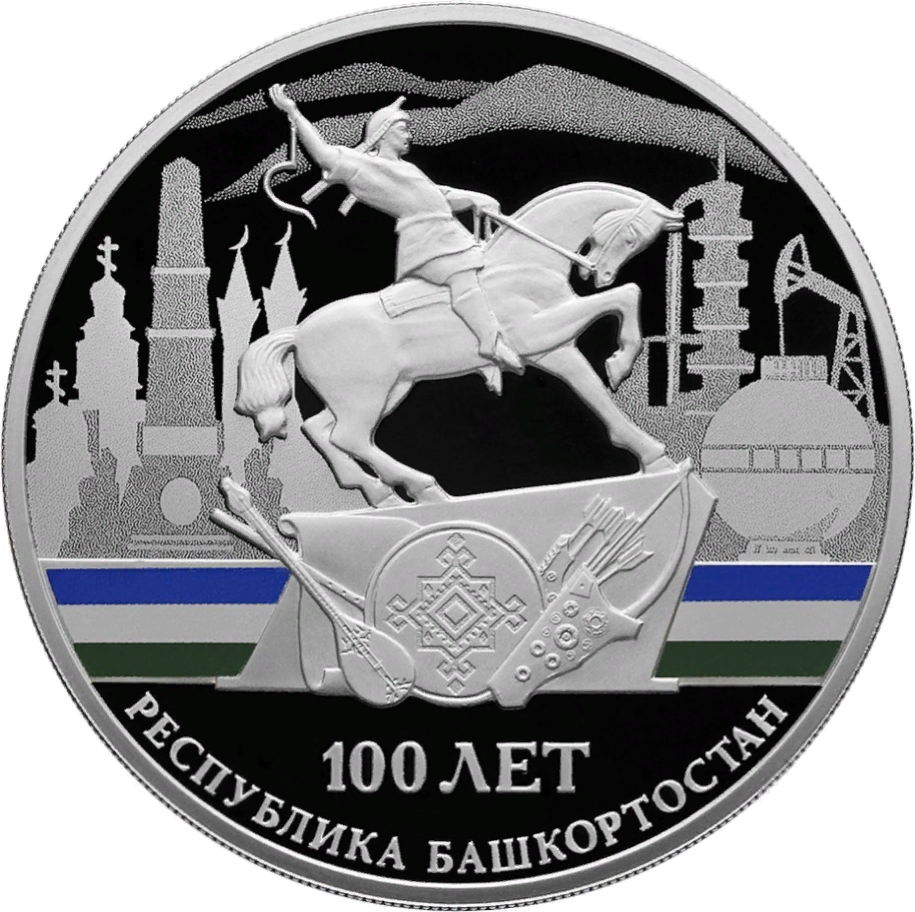
Монета Банка России, 100-летие образования Республики Башкортостан. 3 рубля, серебро, реверс, пруф

Изначально Башкирское правительство сотрудничало с антибольшевистскими силами КомУЧа и Уфимского правительства, однако после прихода к власти адмирала Колчака, не признававшего права башкир на автономию, башкирское правительство перешло на сторону красных. 20 марта 1919 года в Москве было подписано «Соглашение центральной Советской власти с Башкирским Правительством о Советской Автономной Башкирии». Подписав данный документ, Советская Россия признала первую национально-территориальную автономию в своём составе, существовавшую с 1917 года. В соответствии с соглашением была образована Автономная Башкирская Советская Республика. Термин «Малая Башкирия» и далее применялся в отношении АБСР. 23 марта 1919 года текст соглашения был опубликован в газете ВЦИК «Известия». Этот день считается официальной датой образования Башкирской Автономной Советской Социалистической Республики.
12 августа 1920 года, был подписан Декрет ВЦИК «О включении города Стерлитамака Уфимской губернии в состав территории Башкирской Республики».
19 мая 1920 года был принят декрет ВЦИК и СНК РСФСР «Об отношениях Автономной Советской Башкирской Республики к Российской Советской Республике», в котором Башкирская Республика была практически лишена политических и экономических прав, которые были гарантированы подписанным ранее двухстороннем соглашением. Были предприняты попытки опротестовать это решение, в частности был поднято Бурзян-Тангауровское восстание. На этот декрет возмутился Ахмет-Заки Валиди, который позднее встретился с Лениным для обсуждения этого вопроса. Впоследствии Валиди вспоминал, что Ленин назвал договор между советской властью и Башкирской Республикой «клочком бумаги», который «ни к чему не обязывает».

#### Башкирская АССР

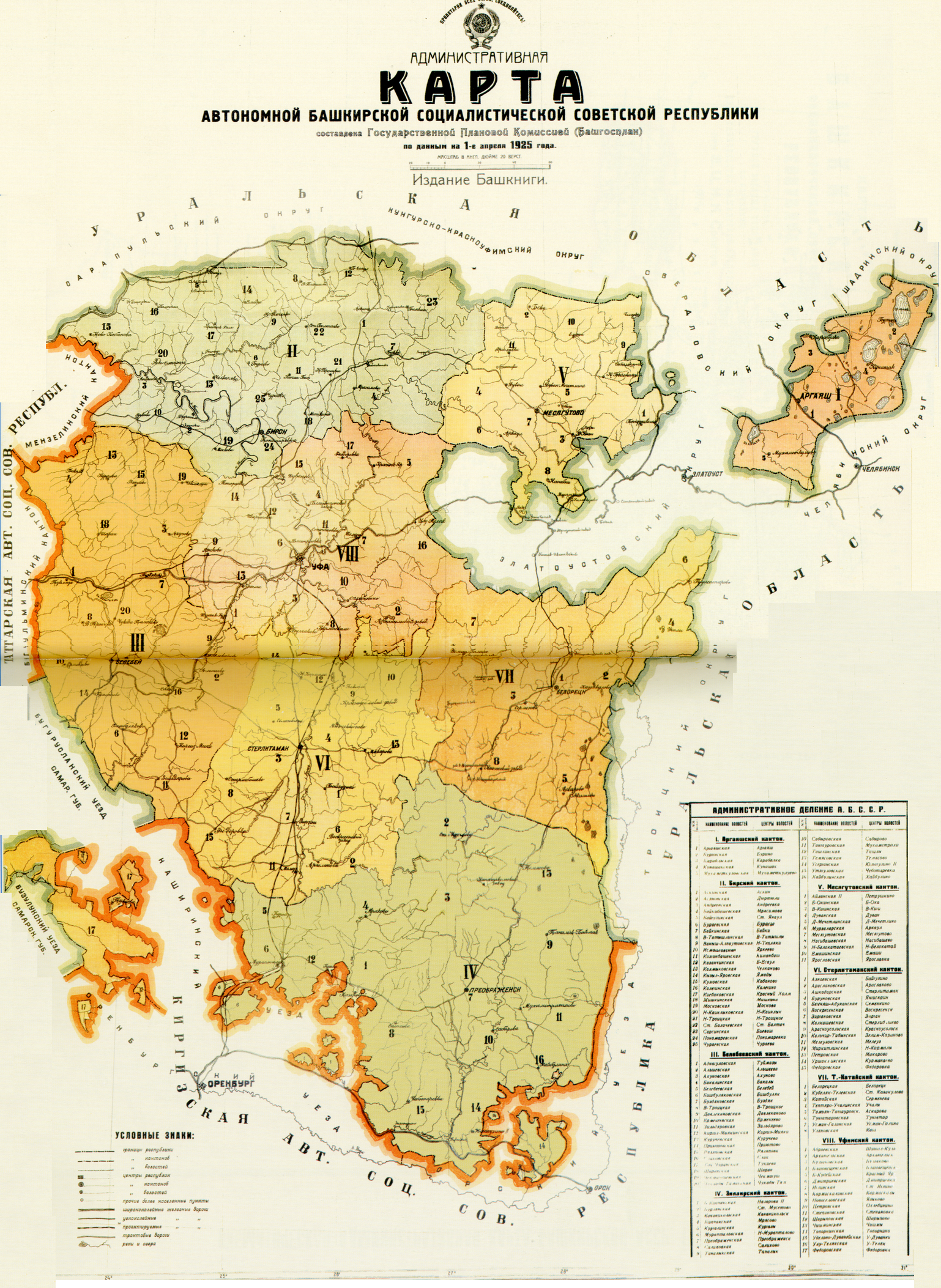
Карта Башкирской АССР в 1925 году

Согласно декрету от 14 июня 1922 года декретом ВЦИК «О расширении границ Автономной Башкирской Социалистической Советской Республики»
Уфимская губерния была присоединена к Башкирской Республике. «Малая Башкирия» была расширена до пределов «Большой Башкирии», которая объединила до 87 % башкир и отделила большую часть татар от Татарской АССР. Официальной столицей республики становится город Уфа. Термин «Большая Башкирия» использовался до отмены кантонно-волостного деления в 1930 году.
В 1921—1923 годах в Башкортостане начался массовый голод, получивший впоследствии название большого голода. Причинами голода послужила продразвёрстка и бесчинство продотрядов, выкачавших из Башкортостана все продовольственные ресурсы, в особенности из районов с преимущественно башкирским населением, объявленного советской властью «контрреволюционным». Последующее подавление крестьянского повстанческого движения сопровождалось широкомасштабным террором, грабежом, изъятием имущества и продовольствия у башкирского населения. Ко всему прочему, в 1921 году разразилась засуха. Несмотря на засуху в том же году из Уфимской губернии было вывезено только по железной дороге 685,3 тысяч пудов хлеба, а в 1922 году — свыше 1,5 млн пудов хлеба и столько же водным путём. Историческая оценка тех событий может рассматриваться, как специально-организованный характер голодомора, геноцида. Значительную помощь в преодолении голода оказала Миссия Американской администрации помощи в Башкортостане.
27 марта 1925 года принят проект Конституции (основной закон) республики. 23 июня 1937 года в соответствии с новыми конституциями СССР (1936) и РСФСР (1937) — Конституция БАССР 1937 года, а 30 мая 1978 года — Конституция БАССР 1978 года.
В 1937 году в Башкортостане развернулась кампания политических репрессий. Было сфабриковано крупное дело против якобы националистической повстанческой организации, возглавляли которой якобы стояло руководство республики. В сентябре того же года в советской газете «Правда» была опубликована статья «Кучка буржуазных националистов в Башкирии», в которой говорилось о том, что практическая вся башкирская номенклатура состоит из «буржуазных националистов», «валидовцев». Тогда же в газете «Известия» была опубликована статья «Башкирские буржуазные националисты и их защитники». В октябре того же года в Башкортостан приезжал секретарь советской компартии Андрей Жданов, который призывал к «разгрому националистов и троцкистско-бухаринского блока, ликвидации шпионов и диверсантов», обвинял руководство обкома республики в том, что оно не вело борьбу с врагами народа и «выгораживало» их. В результате, в феврале 1938 года был расстрелян руководитель Башкортостана Яков Быкин, снят с должности наркоман НКВД Соломон Бак, а его место занял Александр Медведев, развернувший в Башкортостане кампанию массовых политических репрессий. С 1937 по 1938 год были репрессированы руководитель башкирского исполкома Афзал Тагиров и секретарь Харис Кальметьев, председатель башкирского совнаркома Зинатулла Булашев, секретарь обкома партии Ахмет Исанчурин, председатель госплана Шагиахмет Даутов, военком и знаменитый военный деятель Муса Муртазин, нарком просвещения Ибрагим Абызбаев и ряд иных государственных и общественных деятелей.
В годы Великой Отечественной войны в Башкирскую АССР эвакуировано более 100 промышленных предприятий, десятки госпиталей, ряд центральных государственных органов, 278 тысяч беженцев. В период военных лет на территории республики было подготовлено большое количество воинских частей. Важную роль для промышленности и армии сыграла добыча нефти, разведанная в республике перед войной. Жители республики оказали значительную финансовую помощь Красной Армии, собрав десятки миллионов рублей на строительство самолётов и танков. Звания Героя Советского Союза удостоены 280 жителей Башкирской АССР.

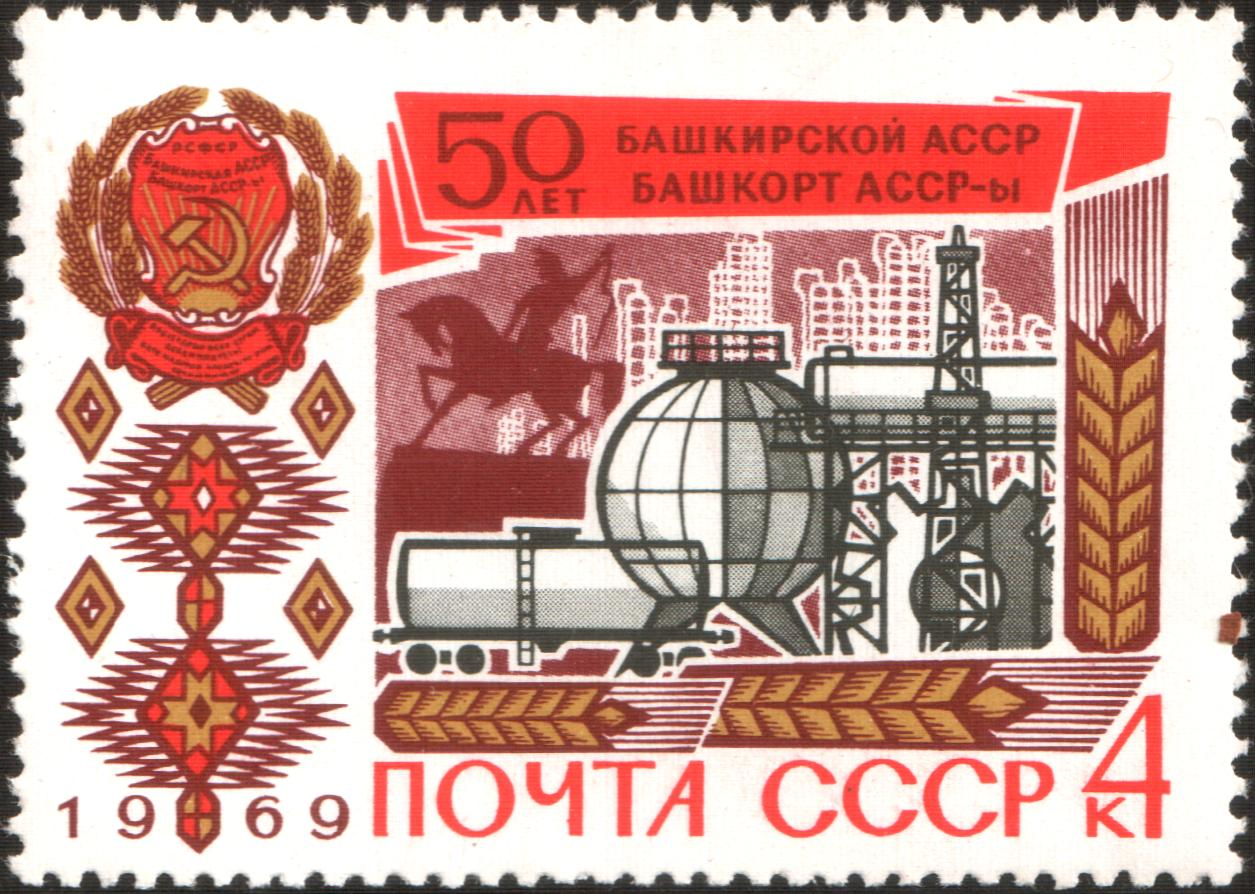
Почтовая марка, посвящённая 50-летию Башкирской АССР

В послевоенный период в Башкирской АССР возникают новые города (Салават, Кумертау) в качестве центров развития нефтехимии, машиностроения и авиации. Создавались новые железные и автомобильные дороги. В 1960—1980-е годы в Башкирской АССР быстрыми темпами развивались промышленность, сельское хозяйство и строительство. В 1980 году население Уфы превышает один миллион человек.

#### Республика Башкортостан
11 октября 1990 года Верховным Советом республики была провозглашена Декларация о государственном суверенитете. Согласно декларации республика преобразована в Башкирскую ССР — Башкортостан, а 25 февраля 1992 года переименована в Республику Башкортостан.
31 марта 1992 года Башкортостан подписал Федеративный договор о разграничении полномочий и предметов ведения между органами государственной власти Российской Федерации и органами власти суверенных республик в её составе и Приложение к нему от Республики Башкортостан, определившие договорной характер отношений Республики Башкортостан и Российской Федерации.
24 декабря 1993 года была принята Конституция Республики Башкортостан, утвердившая пост президента Республики (с 2015 года — Глава Республики Башкортостан).

### XXI век
С 2000 года Башкортостан входит в Приволжский федеральный округ. В начале 2000-х годов Конституция Башкортостана была приведена в соответствие с Конституцией России, в том числе были удалены положения о суверенитете республики, договоре с Российской Федерацией, а в 2015 году должность президента Республики Башкортостан была упразднена в связи с принятием закона «О главе Республики Башкортостан», которая стала именовать должность руководителя Республики Башкортостан — главой.
В 2015 году в Уфе прошли саммиты БРИКС и ШОС. В 2016 году переход крупнейшей нефтедобывающей компании «Башнефть» под контроль «Роснефти» вызвал резонансное «дело Башнефти». В августе 2020 года в Башкортостане прошли протесты на Куштау, в январе 2024 года протесты в Баймаке.
С 2022 года глава Башкортостана Радий Хабиров активно поддерживал российское вторжение в Украину. По указу Хабирова, для войны с Украиной было создано 5 добровольческих батальонов, полк «Башкортостан» и отряд «Ватан». По подсчётам медиапроекта «Idel.Реалии», на конец 2024 года в войне с Украиной погибло как минимум 4000 уроженцев Башкортостана и в 2024 году, по данным издания, Башкортостан стал лидером по установленным потерям российских военнослужащих среди всех российских регионов.

## Государственные символы Республики Башкортостан
Государственный флаг Республики Башкортостан был утверждён 25 февраля 1992 года, в тот же день, когда Башкирская ССР была переименована в Республику Башкортостан. Флаг Башкортостана состоит из трёхцветного прямоугольного полотнища: верхняя полоса синего цвета, центральная — белая, а нижняя — зелёная. В центре флага расположен курай жёлтого цвета с семи лепестками, символизирующий семь башкирских племён. В основе флага лежит флаг Башкурдистана, Первой Башкирской республики, чей флаг планировалось принять ещё в 1991 году, но не был принят из-за того, что похожий флаг был принят Республикой Коми раньше. В результате был принят флаг с изменённым расположением цветов и добавлением цветка курая, дабы не копировать флаг Коми.
Государственный герб Республики Башкортостан был утверждён башкирским законом «О Государственном гербе Республики Башкортостан» от 12 октября 1993 года, а впоследствии переутверждён иным башкирским законом «О государственной символике Республики Башкортостан» от 6 июля 1999 года. Герб Республики Башкортостан представляет собой изображение памятника Салавату Юлаеву на фоне восходящего солнца и его лучей, которые обрамлены национальным башкирским орнаментом. На нижней стороне герба изображено соцветие курая, окрашенная в цвета башкирского флага лента, с надписью «Башкортостан».
Государственный гимн Республики Башкортостан был утверждён башкирским законом «О Государственном гимне Республики Башкортостан» от 12 октября 1993 года, а впоследствии переутверждён иным башкирским законом «О государственной символике Республики Башкортостан» от 6 июля 1999 года. 18 сентября 2008 года Курултай Республики Башкортостан внёс изменения в 122 ст. Конституции Республики Башкортостан и закон «О государственной символике Республики Башкортостан», которые затем подписал президент Муртаза Рахимов.

## Государственное устройство

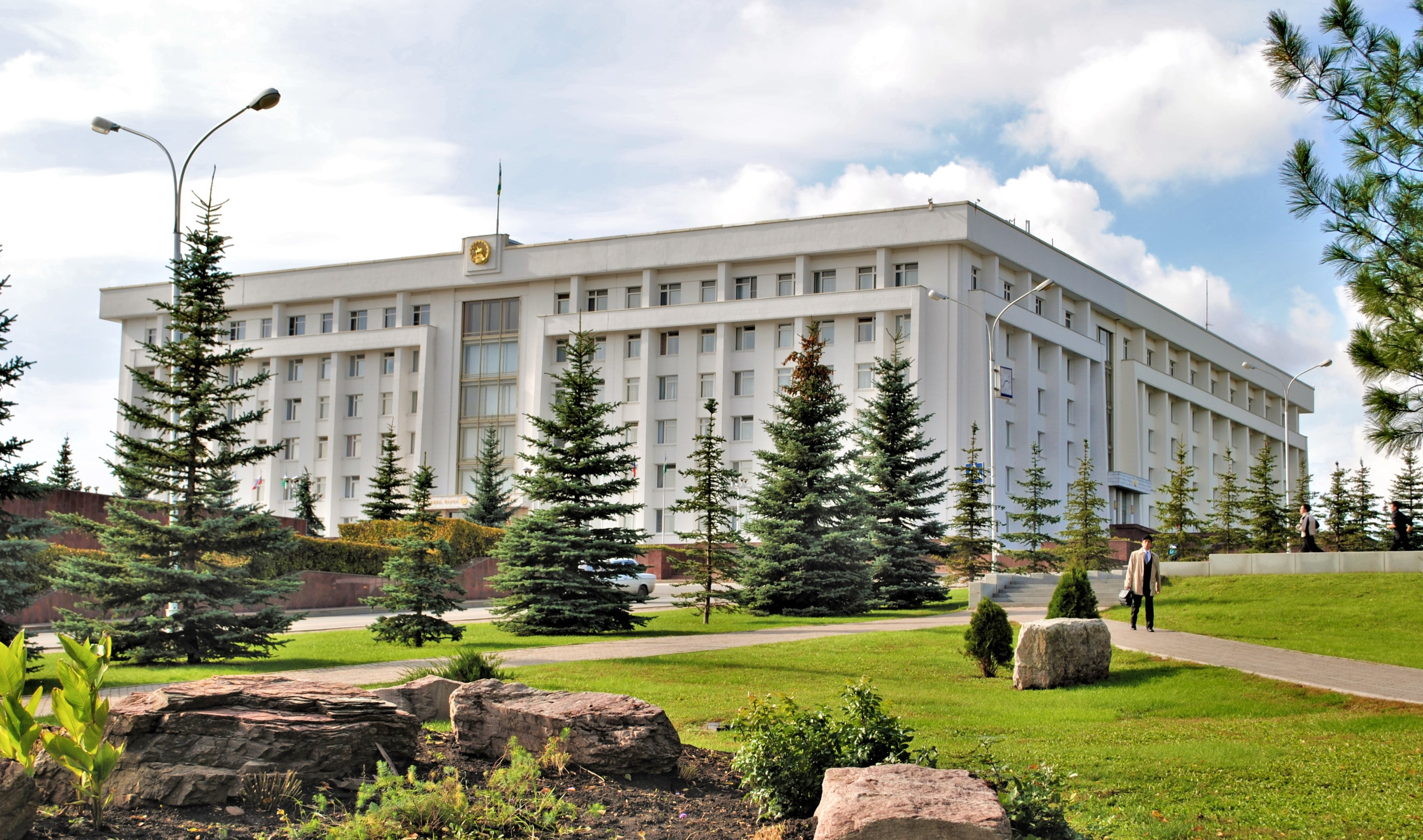
Дом Республики

Башкортостан — субъект Российской Федерации. Согласно Конституции, республика является демократическим правовым государством в составе Российской Федерации. При этом понятие республика (государство) из Конституции РФ не означает признание государственного суверенитета субъекта Российской Федерации, а лишь отражает определённые особенности его конституционно-правового статуса, связанные с факторами исторического, национального и иного характера, так как Конституция РФ одновременно признаёт равноправие субъектов Федерации. Государственные языки — башкирский и русский.
Конституция
Конституция — основной закон Башкортостана. Принята 24 декабря 1993 года.
Конституционный Суд Республики Башкортостан
С 1996 по 2022 год существовал Конституционный Суд Республики Башкортостан — судебный орган конституционного контроля, самостоятельно и независимо осуществлявший судебную власть посредством конституционного судопроизводства. Упразднён с 1 января 2023 года и заменён Конституционным советом, не имеющим судебных полномочий.
Глава Республики Башкортостан

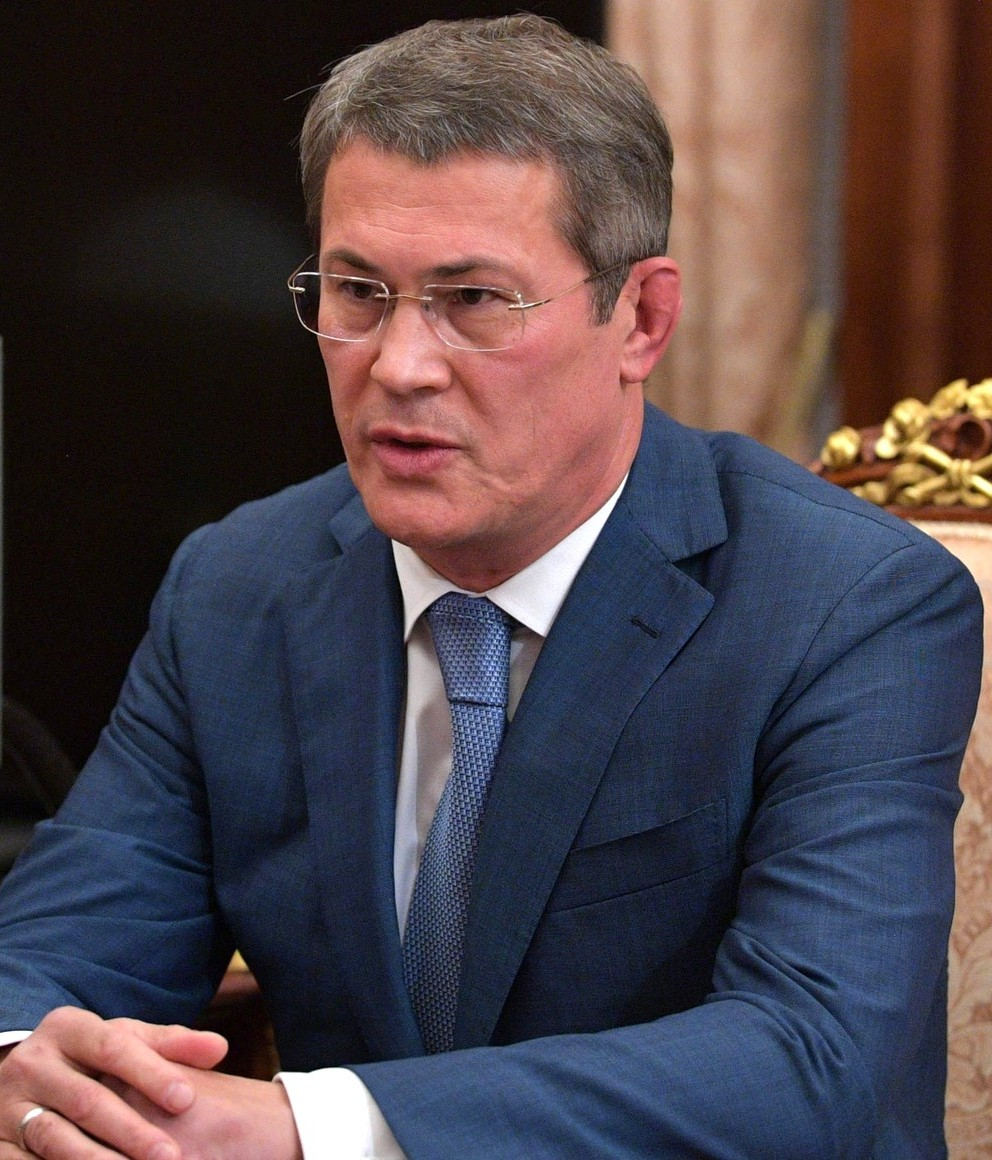
Радий Фаритович Хабиров — Глава Республики Башкортостан

Руководителем субъекта является Глава Республики Башкортостан, избираемый народным голосованием. До 1 января 2015 года должность называлась президент. Глава Республики Башкортостан (с 19 сентября 2019 года) — Радий Фаритович Хабиров. Первый президент Башкортостана — Муртаза Губайдуллович Рахимов.
Государственное Собрание — Курултай Республики Башкортостан
Государственное Собрание — Курултай Республики Башкортостан — законодательный орган (парламент) Башкортостана, состоящий из 110 депутатов. Избирается на всеобщем голосовании.
Председателем Государственного Собрания — Курултая Республики Башкортостан является Константин Толкачёв.
Правительство
Высшим органом исполнительной власти является Правительство Республики Башкортостан. Главой правительства является председатель Правительства Республики Башкортостан, назначаемый главой республики с одобрения Государственного Собрания — Курултая Республики Башкортостан.
Полномочное Представительство Республики Башкортостан при президенте РФ
Полномочное Представительство Республики Башкортостан при президенте Российской Федерации — государственный орган Башкортостана, который входит в систему исполнительной власти региона и осуществляет свою деятельность под руководством Правительства Республики Башкортостан.
Представители Республики Башкортостан в Госдуме РФ
По итогам выборов от 18 сентября 2016 года депутатов Государственной Думы Федерального Собрания Российской Федерации седьмого созыва Республику Башкортостан в Госдуме ФС РФ представляют депутаты: Рахматуллина З. Я., Качкаев П. Р., Баталова Р. А., Бикбаев И. З., Юмашева И. А., Марданшин Р. М., Изотов А. Н., Ишсарин Р. Р., Байгускаров З. З., Ганиев Ф. Г., Шайхутдинов Р. Г., Ющенко А. А., Сухарев И. К., Омаров Г. З.
Представители Республики Башкортостан в Совете Федерации РФ
В Совет Федерации РФ от исполнительной власти входили М. Г. Рахимов (с 1993), А. Р. Якубов (с 2001), Р. Г. Искужин (с 2004), Р. К. Искужин (с 2006), Р. И. Байдавлетов (с 2008), А. Р. Гаскаров (с 2010), А. М. Бондарук (с 2011), Л. С. Гумерова (с 2014); от законодательной власти — А. Я. Копсов (с 1993), М. М. Ишмуратов (с 1996), М. А. Зайцев (с 1997), К. Б. Толкачёв (с 1999), И. В. Изместьев (с 2001), Р. Г. Искужин (с 2006), Р. Н. Зинуров (с 2013), И. И. Ялалов (с 2018).

## Административно-территориальное деление

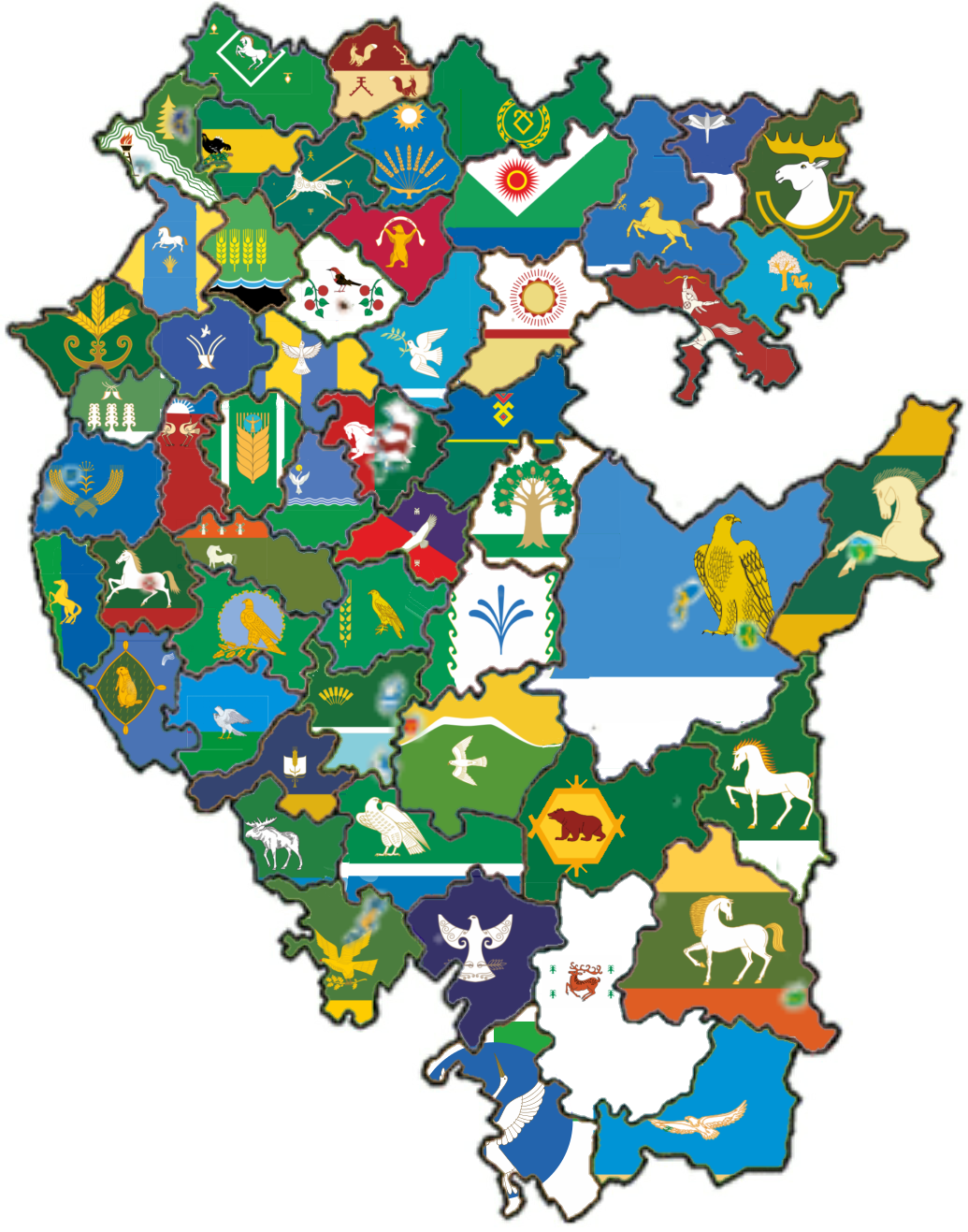
Районы и города Башкортостана

Субъект Российской Федерации в рамках административно-территориального устройства делится на следующие административно-территориальные единицы: 8 городов республиканского значения, 1 ЗАТО и 54 района, включающие 12 городов районного значения, 2 рабочих посёлка (пгт), 828 сельсоветов.
В рамках муниципального устройства, в границах административно-территориальных единиц республики к 1 января 2018 года образованы 895 муниципальных образований, в том числе: 9 городских округов и 54 муниципальных района, включающие 818 сельских поселений и 14 городских поселений.
| Районы (муниципальные районы) | Районы (муниципальные районы) | Районы (муниципальные районы) | Административная карта                         |
| --- | --- | --- | ---------------------------------------------- |
| 1. Абзелиловский 2. Альшеевский 3. Архангельский 4. Аскинский 5. Аургазинский 6. Баймакский 7. Бакалинский 8. Балтачевский 9. Белебеевский 10. Белокатайский 11. Белорецкий 12. Бижбулякский 13. Бирский 14. Благоварский 15. Благовещенский 16. Буздякский 17. Бураевский 18. Бурзянский | 1. Гафурийский 2. Давлекановский 3. Дуванский 4. Дюртюлинский 5. Ермекеевский 6. Зианчуринский 7. Зилаирский 8. Иглинский 9. Илишевский 10. Ишимбайский 11. Калтасинский 12. Караидельский 13. Кармаскалинский 14. Кигинский 15. Краснокамский 16. Кугарчинский 17. Кушнаренковский 18. Куюргазинский | 1. Мелеузовский 2. Мечетлинский 3. Мишкинский 4. Миякинский 5. Нуримановский 6. Салаватский 7. Стерлибашевский 8. Стерлитамакский 9. Татышлинский 10. Туймазинский 11. Уфимский 12. Учалинский 13. Фёдоровский 14. Хайбуллинский 15. Чекмагушевский 16. Чишминский 17. Шаранский 18. Янаульский | Административная карта Республики Башкортостан |

Города республиканского значения и ЗАТО (городские округа)
1. город Агидель;
2. город Кумертау;
3. город Нефтекамск;
4. город Октябрьский;
5. город Салават;
6. город Сибай;
7. город Стерлитамак;
8. город Уфа;
9. ЗАТО Межгорье.

Населённые пункты с численностью населения более 10 тысяч человек
| Уфа         | ↗1 166 098 |
| Стерлитамак | ↗277 410   |
| Салават     | ↘144 970   |
| Нефтекамск  | ↗133 874   |
| Октябрьский | ↗116 510   |
| Туймазы     | ↘67 209    |
| Белорецк    | ↘62 742    |
| Ишимбай     | ↘61 978    |
| Белебей     | ↘58 615    |

| Кумертау     | ↘56 748 |
| Сибай        | ↘55 354 |
| Мелеуз       | ↘54 847 |
| Бирск        | ↘44 611 |
| Учалы        | ↘35 915 |
| Благовещенск | ↘34 988 |
| Дюртюли      | ↘30 706 |
| Иглино       | ↗31 169 |
| Янаул        | ↗25 908 |

| Чишмы       | ↘22 597 |
| Давлеканово | ↘21 013 |
| Приютово    | ↘19 038 |
| Раевский    | ↘18 698 |
| Баймак      | ↘17 507 |
| Межгорье    | ↘15 475 |
| Агидель     | →14 219 |
| Чекмагуш    | ↗13 024 |
| Месягутово  | ↗12 019 |

| Михайловка      | ↗11 389 |
| Красноусольский | ↘11 241 |
| Кармаскалы      | ↗11 076 |
| Бураево         | ↗10 752 |
| Бакалы          | ↗10 282 |
| Кандры          | ↘10 138 |

## Население

Этническая карта Башкортостана по городским и сельским поселениям в 2002 и 2010 годах

Численность населения республики по данным Госкомстата России составляет 4 042 377 чел. (2025). Занимает первое место в России среди республик по численности населения. Плотность населения — 28,28 чел./км² (2025). Городское население — 
62,82 % (2539327). 31.64 % населения проживает в столице республики, городе Уфе и прилегающем к ней Уфимском муниципальном районе. Наименее плотно населёнными являются Зилаирский (2,6 чел./км²) и Бурзянский (4 чел./км²) и Белокатайский (6 чел./км²) муниципальные районы. Наибольшая плотность сельского населения отмечается в Уфимском (70 чел./км²), Туймазинском (56 чел./км²) и Белебеевском (51 чел./км²) муниципальных районах.
2015 год для республики отметился естественным приростом населения (59 196 родившихся, 54 107 умерших). Однако из-за миграционного оттока (56,9 тысяч убывших, 51,0 тысяча прибывших) общая численность населения сократилась на 806 человек или 0,02 % относительно 2014 года.
На 2024 год, согласно государственному агентству «РИА Новости», Башкортостан занимает 51 место по материальному благополучию населения из 83-х регионов РФ (не считая аннексированных Крыма и Севастополя), и 47 место по доходам.
Национальный состав
По итогам переписи населения 2020 года проживали следующие национальности (национальности менее 0,1 % и другое см. в сноске к строке «Другие»):
| Национальность | Численность, чел. | Доля     |
| -------------- | ----------------- | -------- |
| Русские        | 1 509 246         | 36,89 %  |
| Башкиры        | 1 268 806         | 31,01 %  |
| Татары         | 974 533           | 23,82 %  |
| Марийцы        | 84 988            | 2,08 %   |
| Чуваши         | 79 950            | 1,95 %   |
| Удмурты        | 17 149            | 0,42 %   |
| Украинцы       | 14 876            | 0,36 %   |
| Мордва         | 10 970            | 0,27 %   |
| Узбеки         | 10 148            | 0,25 %   |
| Армяне         | 9128              | 0,22 %   |
| Таджики        | 8073              | 0,20 %   |
| Азербайджанцы  | 4928              | 0,12 %   |
| Другие         | 98 628            | 2,41 %   |
| Итого          | 4 091 423         | 100,00 % |

## Экономика

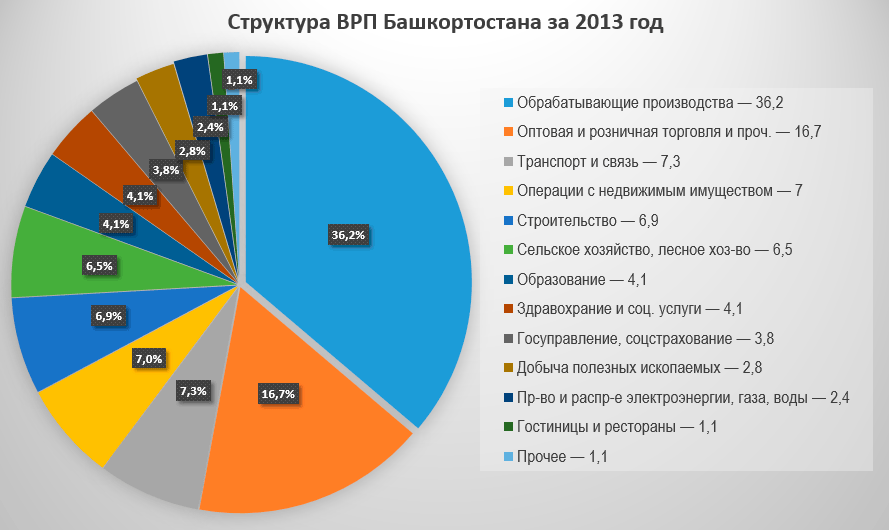
Структура ВРП Башкортостана за 2013 год

Экономика республики характеризуется многоотраслевой структурой с высокими показателями комплексности развития. В последние годы Башкортостану удалось добиться значительной диверсификации экономики. Так, к примеру, добыча полезных ископаемых в структуре валового продукта республики в 2009 году составляла 8,1 %, а в 2012 году уже 2,9 %. Основной специализацией по-прежнему остаются обрабатывающие производства, в первую очередь нефтепереработка. Республика занимает 1-е место среди субъектов Российской Федерации по объёму нефтепереработки, производству бензина, производству дизельного топлива, поголовью крупного рогатого скота, производству молока и мёда.
В 2012 году объём ВРП превысил 1 триллион рублей. По итогам 2015 года показатель равен 1 трлн 421 млрд рублей или 349,9 тыс. на душу населения. По темпам роста Башкортостан входит в пятёрку лидеров среди регионов России.
Общий объём налогов и сборов в 2015 году на территории республики составил 266,3 миллиарда рублей. 146,7 млрд из них поступили в территориальный бюджет, отчисления в федеральный бюджет составили 119,6 млрд или 45 % от общего объёма поступлений.
Объём инвестиций в республику в 2015 году составил 316 миллиардов рублей. Среди приоритетов для Правительства Башкортостана является доведение доли инвестиций в сегменте ВРП до 25 % к 2019 году.
По итогам 2014 года республика занимала первое место в России по доле прибыльных предприятий. 82,9 % предприятий в регионе являются прибыльными. Среднее значение по стране составляет 68,42 %.
Республика имеет положительное сальдо внешнеторгового оборота: 12,5 млрд долларов в 2013 году (экспорт: 13,7 млрд, импорт: 1,2 млрд). По итогам 2014 года Башкортостан поддерживал внешнеторговые связи с более чем 104 странами мира.
В 2014 году Башкортостан признан рейтинговым агентством «Эксперт РА» регионом с минимальными экономическими рисками. В октябре 2014 года международное рейтинговое агентство Standard & Poor’s подтвердило кредитный рейтинг республики на уровне ВВВ — прогноз стабильный. Отмечая сильные показатели ликвидности, очень низкий уровень долга и умеренно высокие финансовые показатели, специалисты S&P всё же не исключают понижения рейтинга до ВВВ — прогноз негативный в связи с негативным влиянием российской системы региональных финансов, а также возможным понижением суверенного рейтинга Российской Федерации. В соответствии с критериями организации отдельно взятому региону не может быть присвоен рейтинг выше уровня страны в целом.

### Промышленность
Крупнейшие промышленные центры: Уфа, Стерлитамак, Ишимбай, Салават, Нефтекамск, Туймазы, Октябрьский, Белорецк. Характерна высокая концентрация производства, около половины промышленной продукции производится в Уфе.
Важнейшие отрасли промышленности — нефтепереработка (Башнефть-УНПЗ, Башнефть-Новойл, Башнефть-Уфанефтехим), химия и нефтехимия (Газпром нефтехим Салават, Уфаоргсинтез, Шкаповское и Туймазинское ГПП), нефтедобыча (ООО «Башнефть-Добыча»). Нефтеперерабатывающий комплекс республики является одним из крупнейших в Европе. Развиты машиностроение и металлообработка (ООО НПФ «Пакер»). Имеется также деревообрабатывающая промышленность и производство строительных материалов.

Промышленная продукция Башкортостана
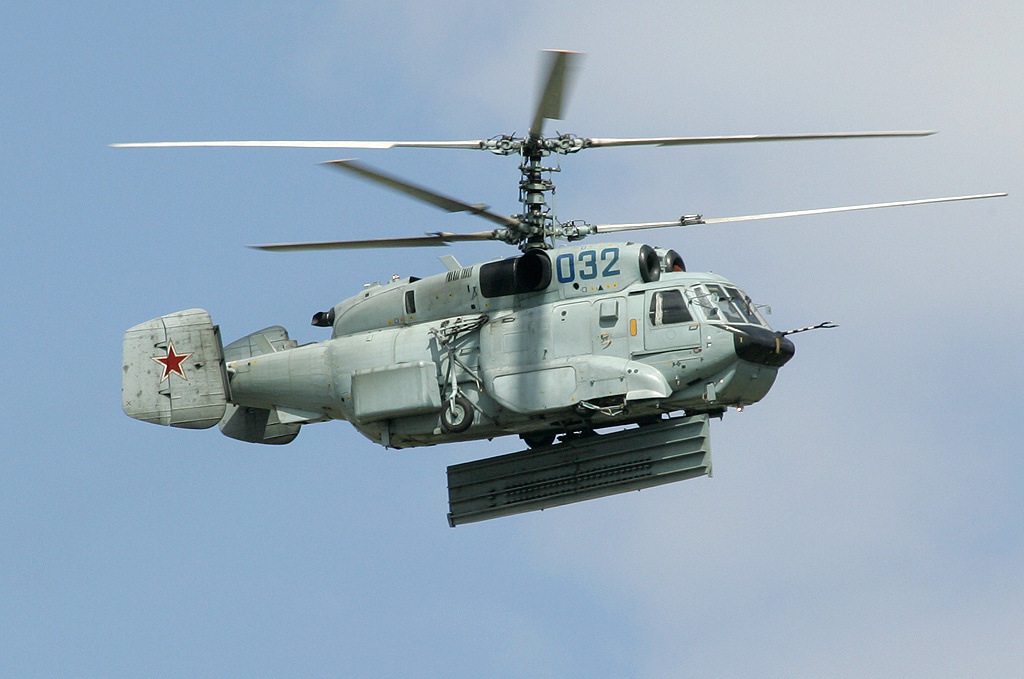
Вертолёт Ка-31, Кумертау
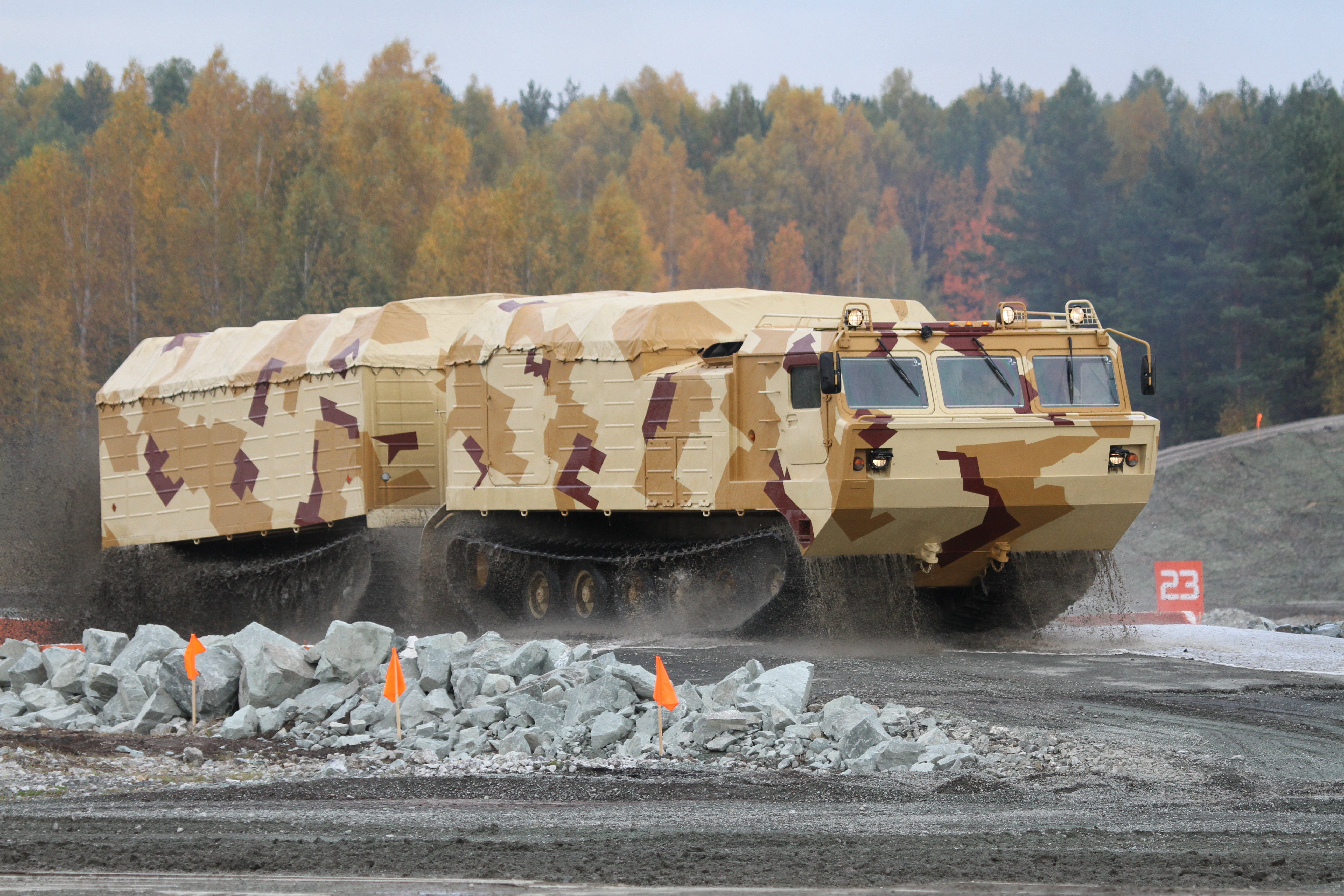
Вездеход ДТ-30, Ишимбай
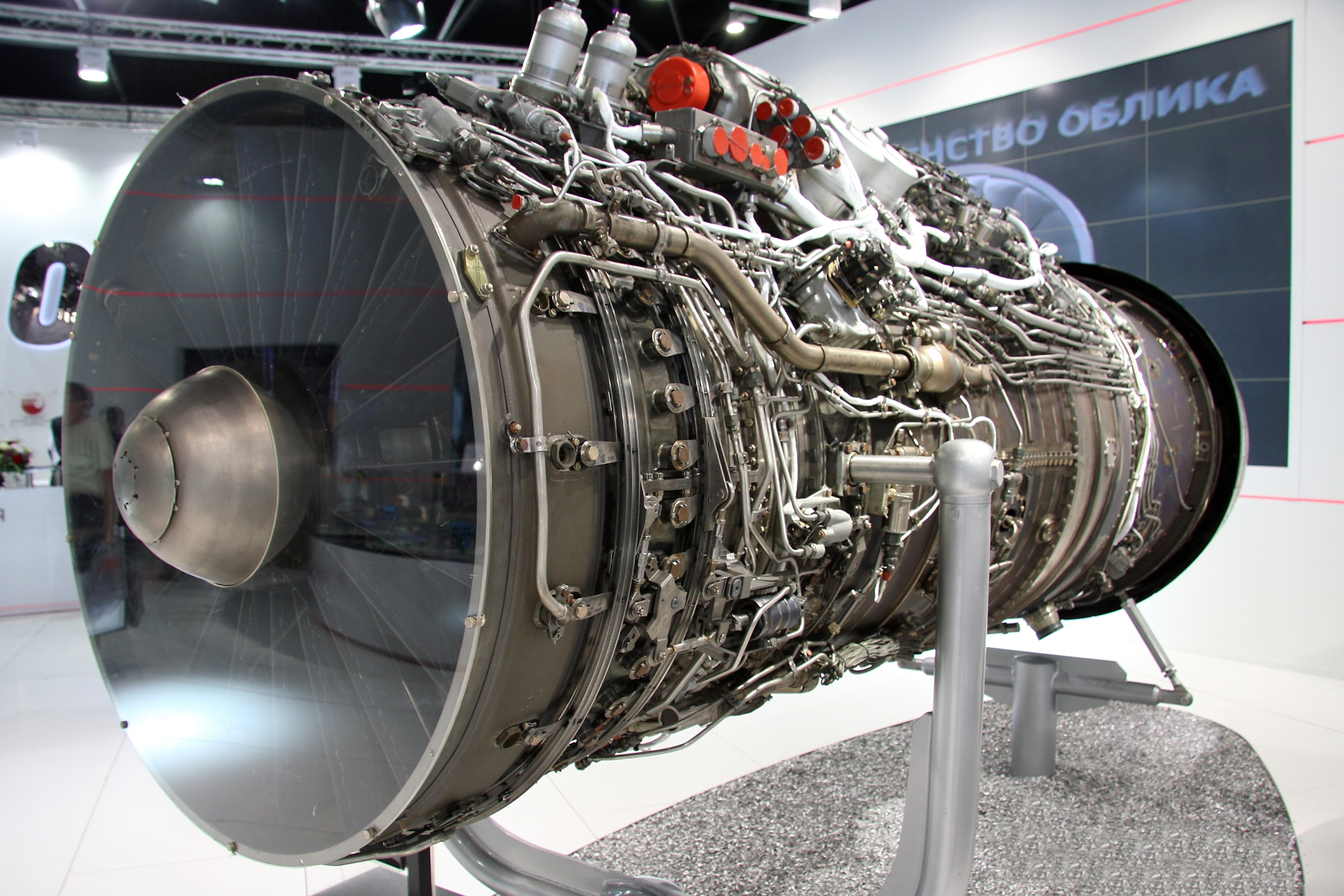
Турбореактивный двигатель АЛ-41Ф1 для истребителей пятого поколения, Уфа
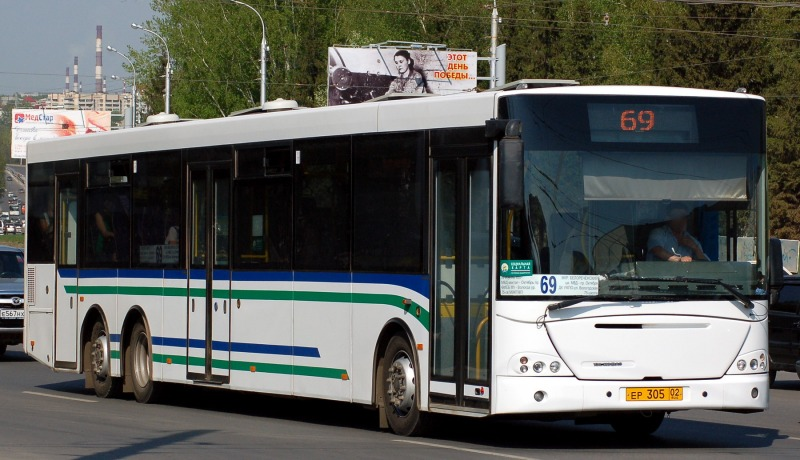
Автобус НЕФАЗ-VDL, НЕФАЗ

До 1917 года на территории современного Башкортостана располагалось примерно 100 предприятий различного типа, а доля промышленности в хозяйстве составляла 15 %.
В 1930-е годы Совет народных комиссаров СССР принял постановление «О развитии промышленности Башкирской АССР». В эти годы была заложена основа нефтяной промышленности в республике.
16 мая 1932 года на территории современного крупного промышленного города Ишимбая, впервые на всём Урале и Поволжье, была добыта первая капля «чёрного золота».
Благодаря преобладанию нефтяной отрасли спад промышленного производства в 1990-е годы в Башкортостане был менее сильным по сравнению с регионами обрабатывающей промышленности. Вместе с тем из-за исчерпания запасов нефти её добыча резко сократилась в 1980—2006 годах с 39,2 млн тонн до 11,0 млн тонн.

### Энергетика

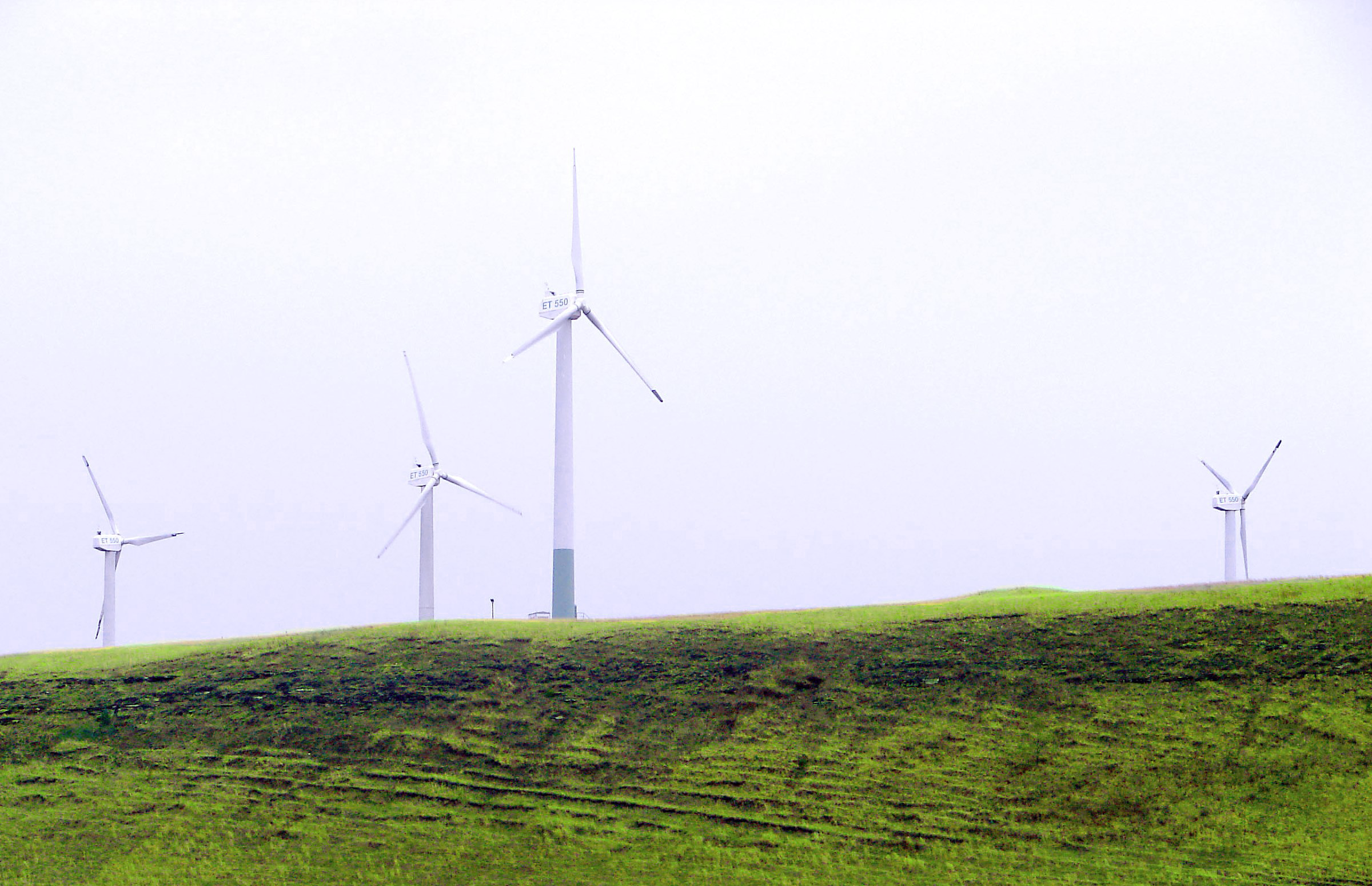
Генераторы ВЭС Тюпкильды

Уровень развития экономики Башкортостана в значительной степени определяет состояние электроэнергетики (13 % промышленного продукта). Её основа — тепловые электростанции: Кармановская ГРЭС, Уфимские ТЭЦ-1, ТЭЦ-2, ТЭЦ-3 и ТЭЦ-4 в Уфе, ТЭЦ в Стерлитамаке и Салавате, Зауральская ТЭЦ в Сибае и Кумертауская ТЭЦ. Строительство Башкирской АЭС было приостановлено после Чернобыльской аварии.
По федеральной программе развития атомной энергетики (2005) возможно возобновление строительства Башкирской АЭС в городе Агидели.
В 1980-е годы в Башкирской АССР на местных предприятиях производились ветрогенераторы мощностью до 30 киловатт. Однако после развала Советского Союза разработки в этом направлении были приостановлены. По словам бывшего руководителя «Башкирэнерго» Шамиля Абдурашитова при должном внимании со стороны республиканского правительства Башкирия благодаря своей научной базе сегодня могла бы быть одним из мировых лидеров в области ветроэнергетики: «Этот рынок был бы наш, мы бы ещё полмира снабжали своими станциями, а Башкирия была бы восточным центром ветроиндустрии».
В начале XXI века альтернативная энергетика в республике начала постепенно возрождаться. В окрестностях деревни Тюпкильды Туймазинского района расположена опытно-экспериментальная ветряная электростанция мощностью 2,2 МВт. До 2018 года на территории южных районов планируется создание семи солнечных электростанций суммарной мощностью 59 МВт. В октябре 2015 года в Хайбуллинском районе была введена в строй первая очередь Бурибаевской СЭС мощностью на 10 МВт, ставшая первой промышленной СЭС в республике. Также функционируют Бугульчанская СЭС и Исянгуловская СЭС. В январе 2015 года посёлок Северный (Абзелиловский район) полностью перешёл на снабжение от ветро-солнечной электростанции, таким образом став первым в республике населённым пунктом с полностью автономным электроснабжением на основе возобновляемых источников энергии.

### Строительство
В 2009 году в республике насчитывалось 189 крупных и средних, 4511 малых предприятий строительной индустрии. Объём строительных работ по Башкортостану в 2000 году составило 15,7 млрд руб., 2005 году — 46,4 млрд руб., 2006 году — 56,2 млрд руб., 2007 году — 83,1 млрд руб., 2008 году — 102,7 млрд руб., 2009 году — 80,6 млрд руб. На 2014 год является одним из лидеров России по вводу жилья и занимает первое место в ПФО.

### Сельское хозяйство

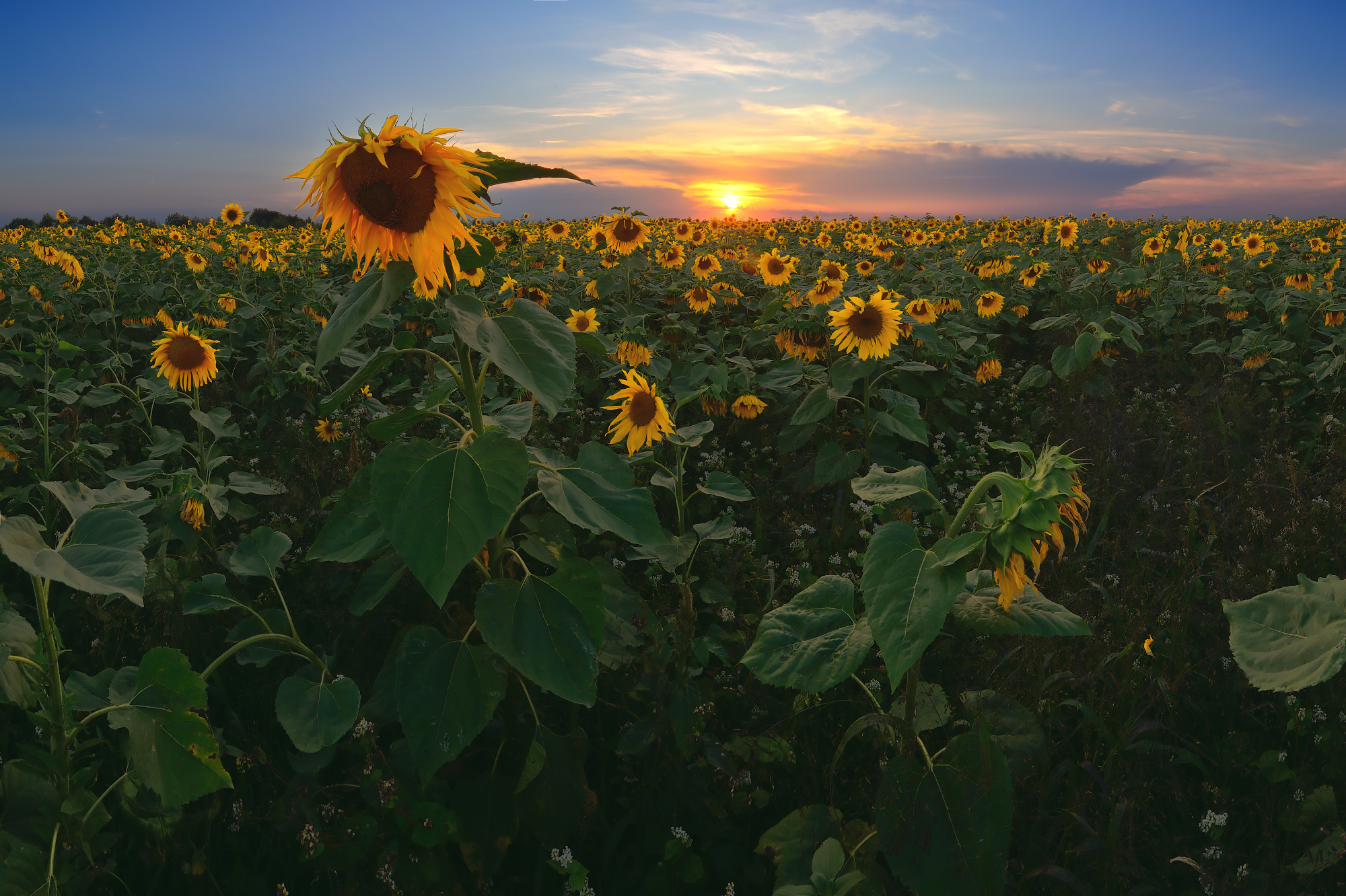
Поле подсолнечника на закате. Ишимбайский район

Сельское хозяйство зерново-животноводческого направления. Выращиваются пшеница, рожь, овёс, ячмень (зерновые культуры) и сахарная свёкла, подсолнечник (технические культуры). В республике развито мясо-молочное животноводство, мясо-шёрстное овцеводство, птицеводство, коневодство, кумысоделие и пчеловодство. Широкой известностью в России пользуется башкирский мёд.
К началу 2009 года в Башкортостане действовало 916 организаций по производству сельскохозяйственной продукции, 4214 крестьянских (фермерских) хозяйств, 588 тысяч личных подсобных хозяйств. В 2007 году в сельском хозяйстве республики было занято 285,6 тыс. чел.
Башкирские чернозёмы, занимающие треть территории республики, глубиной до восьми метров — одни из самых плодородных в мире, и обуславливают высокие урожаи сельскохозяйственных культур.
| тыс. гектар | 4886 | 4399,3 | 4245,8 | 3744,3 | 3048 | 3146,9 | 3060,6 | 2869,2 |

### Торговля и финансы
На территории республики действуют 78 кредитных организаций: 11 непосредственно зарегистрировано на территории Башкортостана и 67 представлены филиалами. Территориальным органом Центрального банка РФ является Национальный банк Республики Башкортостан, включающий в свой состав 10 расчётно-кассовых центров.
По словам министра внешнеэкономических связей и конгрессной деятельности Маргариты Болычевой, Башкортостан успешно развивает международную торговлю с Китаем, Беларусью, Казахстаном, странами СНГ. Действуют представительства в Турции, Казахстане и Беларуси, планируется открыть представительство Башкортостана в Узбекистане. Республика предлагает качественную конкурентную продукцию: алюминий, каучук, мёд, масложировую продукцию.

### Туризм и отдых

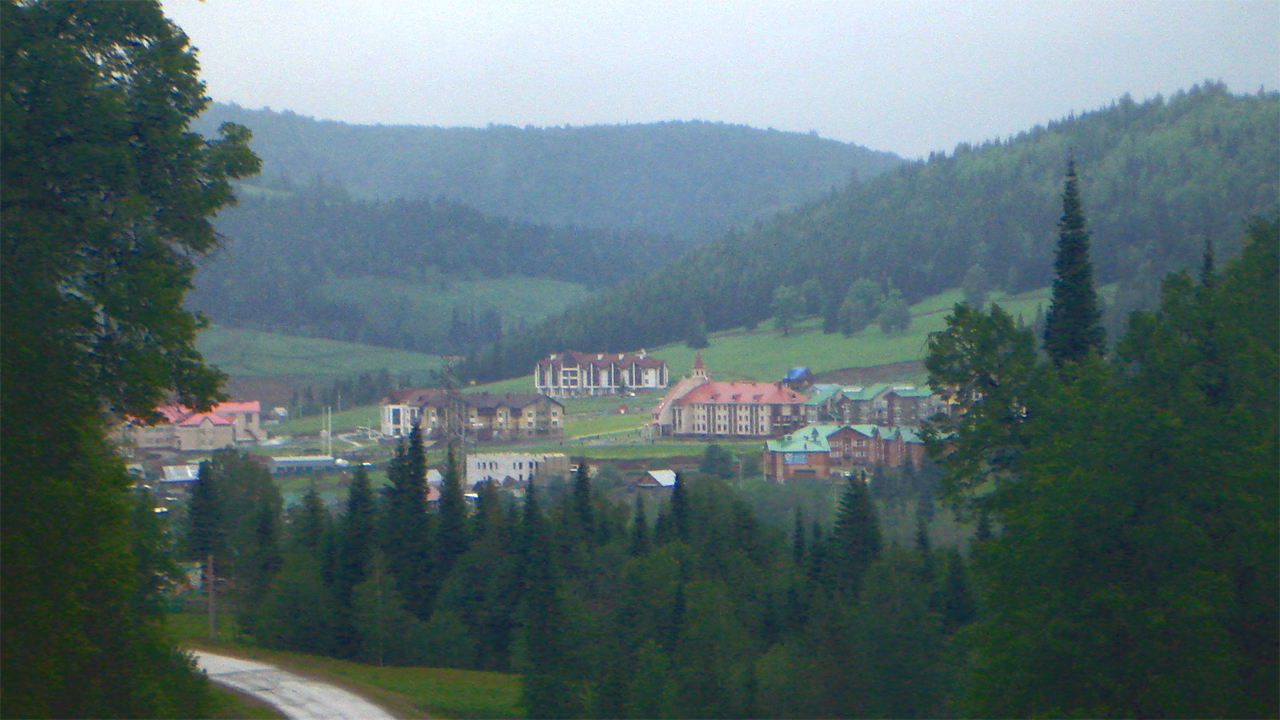
Санаторий «Ассы»

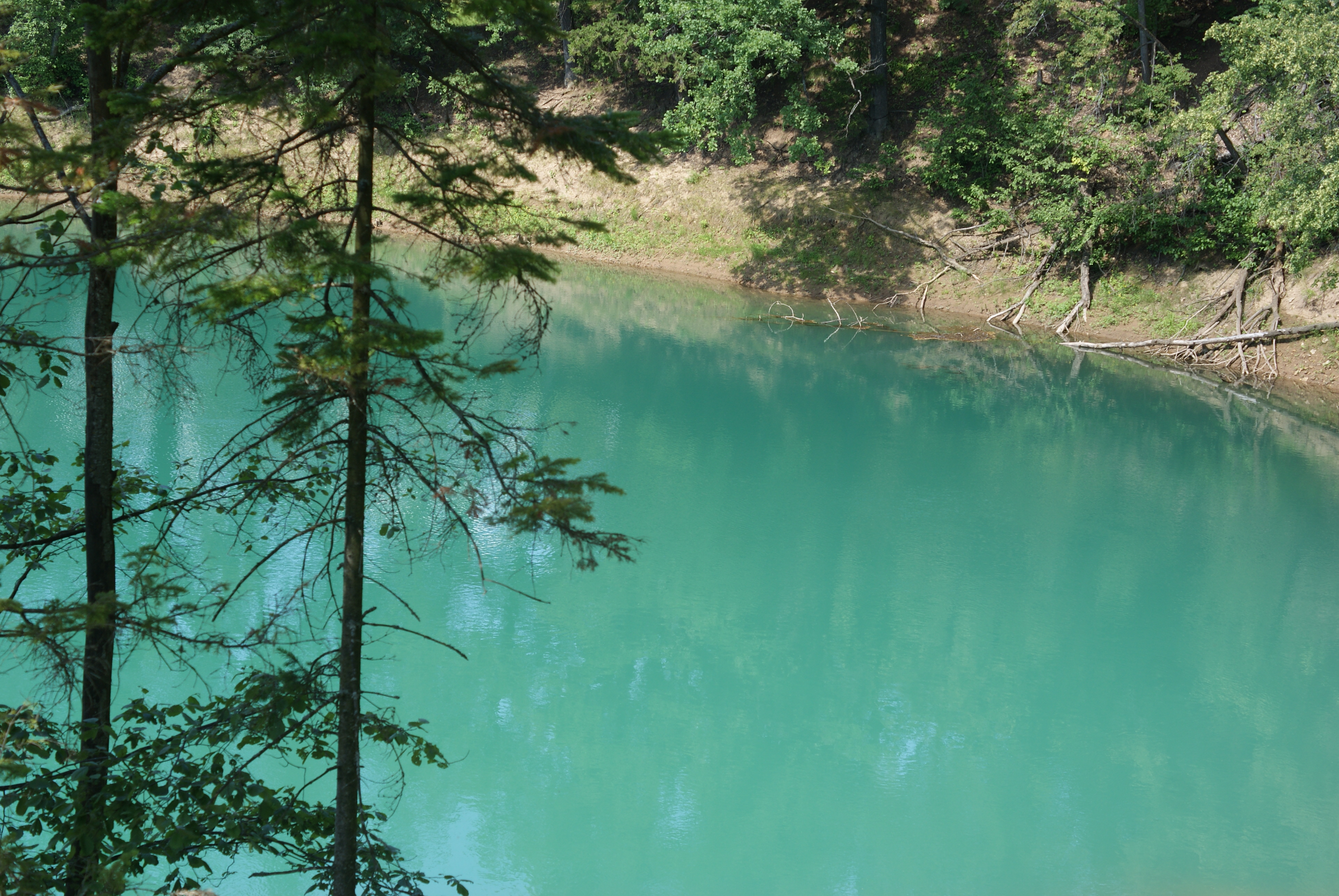
Родник Красный Ключ — один из самых крупных карстовых родников в мире

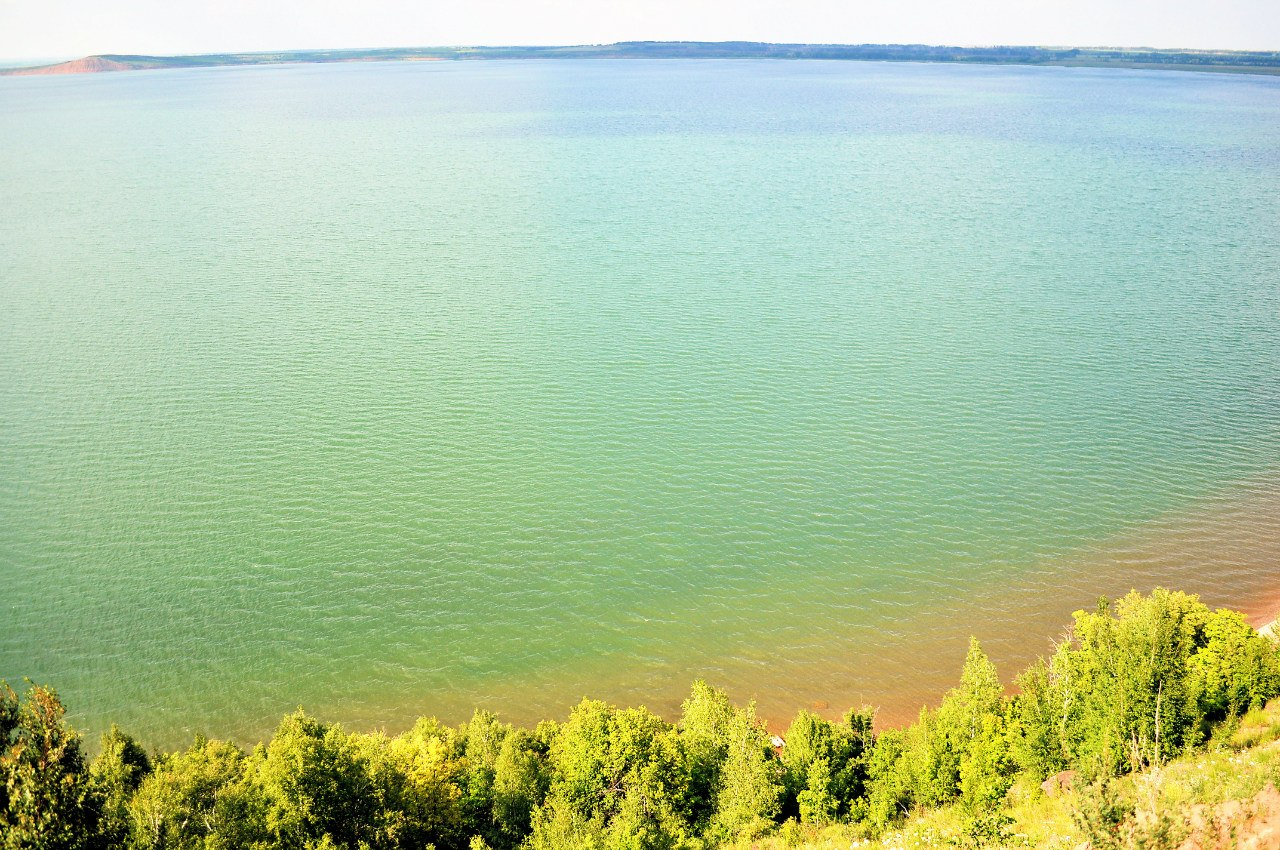
Озеро Аслыкуль

Башкортостан — регион, обладающий высоким потенциалом для туризма и отдыха. Среди ключевых факторов, определяющих его высокую конкурентоспособность на российском, а также международном туристических рынках выделяют значительное количество природных достопримечательностей и историко-культурное наследие.
Популярностью в республике пользуются сплавы по рекам, посещение природных достопримечательностей, санаторно-курортное лечение, горнолыжный туризм. Из-за разнообразия природных ландшафтов Башкортостан иногда называют второй Швейцарией, подмечая при этом недостатки, среди которых недостаточное развитие туризма как индустрии, приносящей устойчивый доход.
Санаторно-курортный комплекс Башкортостана на 2016 год включает в себя 31 санаторий и профилакторий, 170 учреждений рекреационного характера. Количество отдыхающих в санаториях республики в 2013 году составило 255 тысяч человек. Отмечается, что лечебно-оздоровительный туризм сдерживается не отсутствием желающих приехать на отдых в республику, а ограниченным номерным фондом. Спрос на оздоровительные услуги в республике превышает предложение, загрузка некоторых санаториев переваливает за 100 %. В связи с отсутствием в регионе расчёта нерегистрируемой части туристического потока количественная оценка внутреннего и въездного туризма представляется сильно заниженной. В ряде муниципальных районов, богатых природными достопримечательностями, наблюдается массовый, практически бесконтрольный поток отдыхающих.
Гостиничный фонд Уфы на 2016 год включает 106 отелей и гостиниц, номерной фонд которых составляет 3 641 номер на 6 443 места. Среднегодовой уровень загрузки уфимских гостиниц составляет 60—70 %. Число туристов, посетивших Уфу, в 2015 году составило 650 тысяч человек, оценка Госкомитета по туризму на 2016 год — около одного миллиона человек. Большую долю туристического потока в столицу республики составляют бизнес-туристы, на долю которых приходится около 80—90 % всех прибывающих. Гости столицы, целью которых является познавательный туризм, составляют около 10—20 %.
В 2013 году объём туристских услуг составил 4,28 млрд рублей (1 место в ПФО, 7 место в РФ), санаторно-оздоровительных — 4,02 млрд (1 место в ПФО, 4 место в РФ), гостиничных — 3,75 млрд рублей (1 место в ПФО, 6 место в РФ). Таким образом, суммарный объём основных видов платных услуг в сфере туризма превысил 12 миллиардов рублей, что соответствует примерно 1 % валового продукта Башкортостана.
К факторам, сдерживающим развитие туризма в регионе, можно отнести недостаточный уровень развития инфраструктуры и сервиса, а также малую известность уникальных природных объектов, в особенности за пределами России. К недостаткам относят также дороговизну проживания в гостиницах и санаториях, что порой приводит к неоправданно дорогому соотношению цена/качество. Среди прочих слабых сторон выделяют короткое лето, переменчивую погоду и недостаточный уровень логистики. Последнее подразумевает отсутствие разветвлённой сети дорог и фирм, специализирующихся на перевозках туристов к тем или иным местам отдыха.
С 2016 года осуществляется проект «Открой Республику», направленный на развитие внутреннего туризма и организацию отдыха среди жителей региона и его гостей. Целью портала является сбор информации о достопримечательностях края. Сайт предоставляет возможность самостоятельно составить маршрут для путешествия в соответствии с индивидуальными бюджетными возможностями и потребностями в размещении. К участию в нём приглашаются туроператоры, перевозчики и другие компании, занятые в сфере республиканского туризма.

## Транспорт
Через регион проходят автомагистрали М5 «Урал», М7 «Волга», автодороги Р240 Уфа — Оренбург, Уфа — Бирск — Янаул, Стерлитамак — Белорецк — Магнитогорск, Бирск — Тастуба — Сатка, Уфа — Инзер — Белорецк, Серменево — Баймак — Акъяр — Орск, Белорецк — Учалы — Миасс и Мелеуз — Магнитогорск.
Воздушным сообщением регион связан с десятками городов на территории России, стран СНГ, а также с городами Греции, Китая, ОАЭ, Турции. В Уфе находится крупнейший в регионе аэропорт.
В республике действует Башкирский регион Куйбышевской ЖД ОАО «РЖД», проходят железнодорожные направления и ветки Горьковской и Южно-Уральской железных дорог. Судоходные реки: Белая и Уфа. Развит трубопроводный транспорт. Ежегодно растёт парк автомобилей.

## Наука и образование
В Башкортостане действует 1644 дошкольных образовательных учреждения, 1587 общеобразовательных школ, 10 государственных вузов, 17 филиалов вузов, 3 негосударственных самостоятельных и 8 филиалов негосударственных вузов. Научные организации представлены вузами республики и отраслевыми научно-исследовательскими институтами (около 80 организаций). В 1991 году создана Академия наук Башкирской ССР, ранее с 1951 года работал Башкирский филиал АН СССР.

## Здравоохранение
В Республике Башкортостан по состоянию на 31.12.2016 функционировали 168 медицинских организаций, в том числе 163 медицинских организаций подчинения Минздраву РБ (из них 22 автономных, 131 бюджетная организация, 10 ГУП санаторно-курортных организаций); 5 медицинских организаций подчинения Минздраву РФ. Доступность медицинской помощи обеспечивают 162 лечебно-профилактические медицинские организации (157 государственного, 5 федерального подчинения).

## Религия

### Ислам
Господствующей религией в Башкортостане является ислам суннитского толка (67 % от общего количества религиозных организацией). В советские времена ислам и мусульмане подвергались репрессиям, а мечети сносились. Возрождение ислама в Башкортостане началось с момента обретения Башкортостаном суверенитета, после распада Советского Союза. Если до 1990 года в Башкортостане было 15 мечетей, то к 2013 году их стало 1060.

### Иные религии
Следом за исламом идёт православие (22 %). В Башкортостане действует свыше 200 православных храмов и более 60 культовых зданий иных конфессий.

## Культура
Самобытная культура республики складывается из её национального и жанрового разнообразия и включает в себя элементы фольклора, образования, науки, архитектуры, музыки, театра, танца, изобразительного искусства, религии, литературы и др.

## Спорт
В Башкортостане развиваются более 100 видов спорта, аккредитованы более 75 региональных спортивных федераций.

## Средства массовой информации
Основная часть региона охвачена радиоретрансляторами ТВ-станций. Кроме центральных каналов из Москвы, в Башкортостане распространяются местные телевизионные и радиопередачи. Большая часть территории республики охвачена мобильной связью, цифровым телевидением, скоростным интернетом.
В советское время издавались: газеты: «Совет Башкортостаны» («Советская Башкирия», с 1918), на башкирском языке; «Советская Башкирия» на русском языке; «Кызыл тан» («Красная заря», с 1918), на татарском языке; «Ленинсе» («Ленинец», с 1923), на башкирском и русском языках; «Башкортостан пионеры» («Пионер Башкирии», с 1930), на башкирском языке; журналы: «Агидель» (с 1930), «Башкортостан кызы» («Дочь Башкирии», с 1968), «Хэнэк» («Вилы», с 1925), «Башкортостан укытыусыхы» («Учитель Башкирии», с 1924), «Пионер» (с 1930), на башкирском языке; «Блокнот агитатора» (на башкирском, русском и татарском языках).
В настоящее время основными печатными средствами массовой информации Башкортостана являются газеты «Республика Башкортостан», «Башкортостан», «Кызыл таң», «Неделя», «Аҙна», «Атна» и другие. В городах и районах республики издаются местные муниципальные, общественные и рекламные газеты.

## Нумизматика
- 1 февраля 2019 года Банк России выпустил в обращение памятные монеты серии «100-летие образования Республики Башкортостан», а именно: серебряную номиналом 3 и золотую номиналом 50 рублей[153].

## Комментарии
1. ↑  По конституции Республики Башкортостан наименования «Республика Башкортостан» и «Башкортостан» равнозначны.